# Deviatoio

Funzionamento di un deviatoio semplice

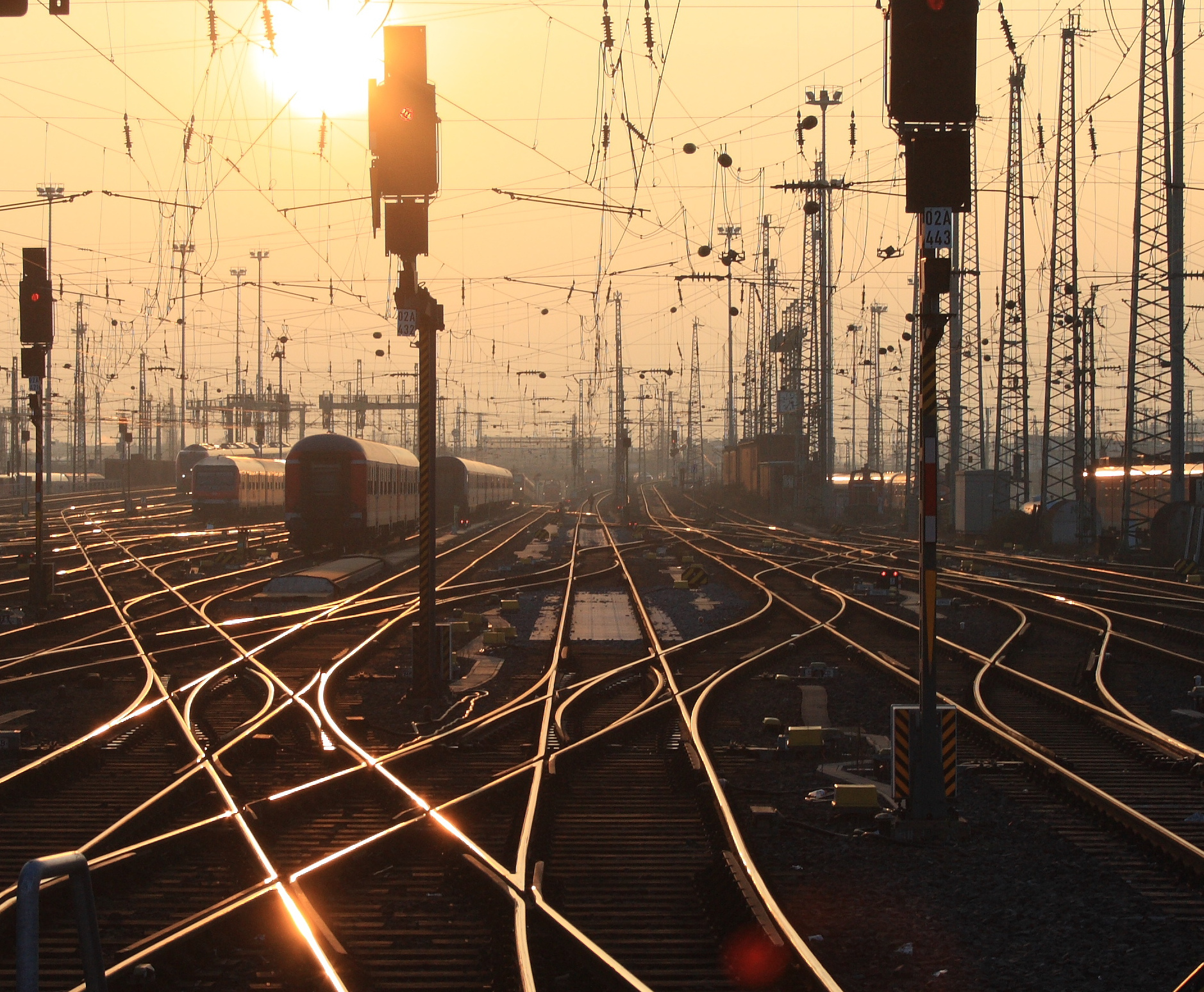
Vista dei numerosi deviatoi della stazione centrale di Francoforte

Il deviatoio (nel linguaggio comune detto scambio ferroviario), è un dispositivo ferroviario che congiunge due o più binari permettendo ad un veicolo ferroviario di passare dall'uno all'altro, deviandone o meno la corsa.
Le sue componenti si possono distinguere in cambiamento, che è la parte che consente al materiale rotabile di cambiare la via percorsa, e incrociamento, che è la parte che consente ai bordini delle ruote di attraversare la rotaia che non verrà percorsa.
I deviatoi possono essere classificati per geometria (in particolare in funzione del raggio del ramo deviato e della tangente), per tipologia, o per tipo di azionamento.
Presente nell'infrastruttura ferroviaria fin dalla sua origine, il tipo di deviatoio di uso generale è quello detto ad aghi mobili, introdotto poco prima del 1882 dall'ingegnere tedesco naturalizzato statunitense William (nato Wilhelm) Lorenz (Osnabrück 1826-Reading (Pennsylvania) o Filadelfia (Pennsylvania) 1884), all'epoca ingegnere capo della società Philadelphia and Reading Railroad.

## Caratteristiche

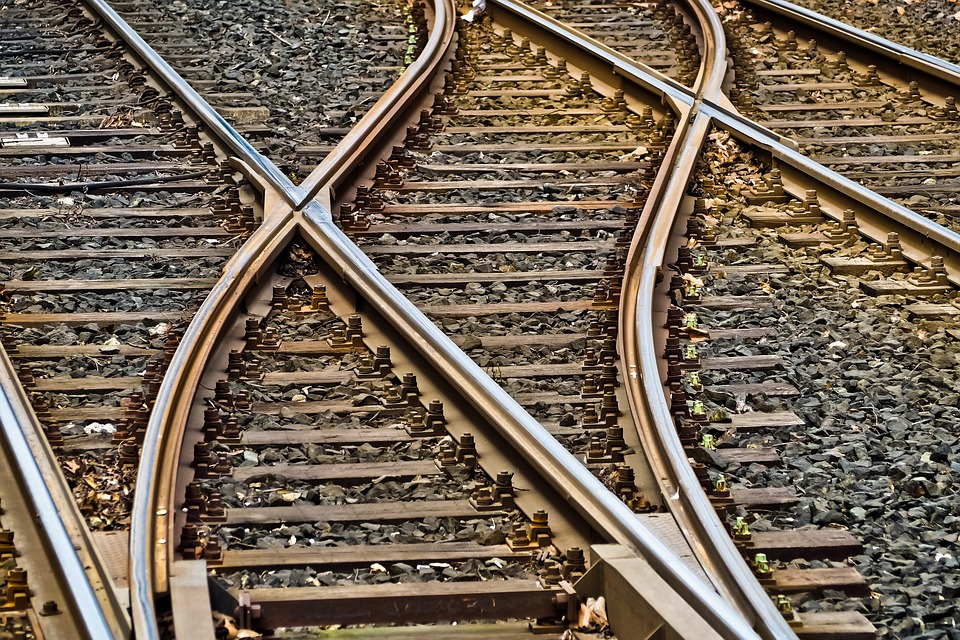
Insieme di una comunicazione tra due binari paralleli composta da una coppia di deviatoi semplici

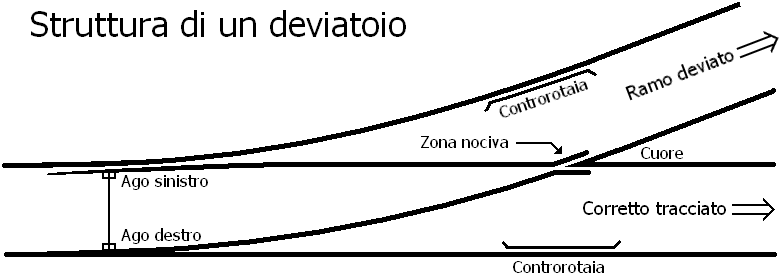
Schema di un deviatoio semplice sinistro

Nella terminologia ferroviaria corrente il tracciato originario dove il deviatoio è installato prende il nome di corretto tracciato, mentre il ramo che da questo si distacca prende il nome di ramo deviato o, più semplicemente, di deviata. Però va notato che nei regolamenti di esercizio ferroviario la posizione "normale" e la posizione "rovescia" sono indicate dal disegno del piano schematico costruttivo dell'impianto, perciò se in questo piano risulta per qualche deviatoio l'indicazione "normale" per il ramo deviato, e "rovescia" per il corretto tracciato, le leve di comando del deviatoio rispetteranno queste caratteristiche.
Un deviatoio è caratterizzato da due estremità: una punta, ossia il lato del corretto tracciato provenendo dal quale è possibile impegnare o meno il ramo deviato, e un tallone (o calcio) che è il lato opposto.
Dal punto di vista geometrico un deviatoio è caratterizzato da:
- valore della tangente: è il valore della tangente dell'angolo compreso fra l'asse del corretto tracciato e la tangente all'asse del ramo deviato nel suo punto finale
- raggio del ramo deviato: caratteristica principale di distinzione dei deviatoi dal punto di vista prestazionale; in funzione di questa è determinata la velocità massima di percorrenza del ramo deviato

In un deviatoio si distinguono inoltre:
- aghi: sono le componenti mobili del deviatoio; grazie al loro spostamento è permesso ai veicoli di cambiare direzione, impegnando il ramo di corretto tracciato o il ramo deviato. La rotaia verso cui essi si appoggiano si definisce contrago.
- cuore: punto nel quale convergono le due rotaie interne dei due rami.

Per permettere al bordino di attraversare una delle due rotaie, in corrispondenza del cuore, le stesse sono interrotte: questo si definisce spazio nocivo. In questo punto il bordino della ruota ferroviaria non trova vincolo e, per evitare lo svio, in corrispondenza della rotaia opposta è posizionata una contro-rotaia, avente la funzione di trattenere il bordino dell'altra ruota, evitando che questo si possa allontanare più del previsto, assicurando la guida all'asse.

## Componenti

### Cuore

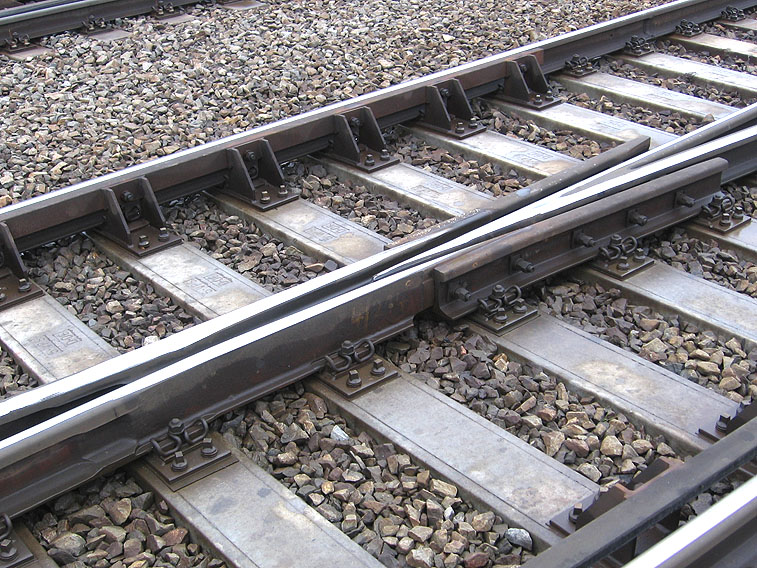
Cuore di un deviatoio

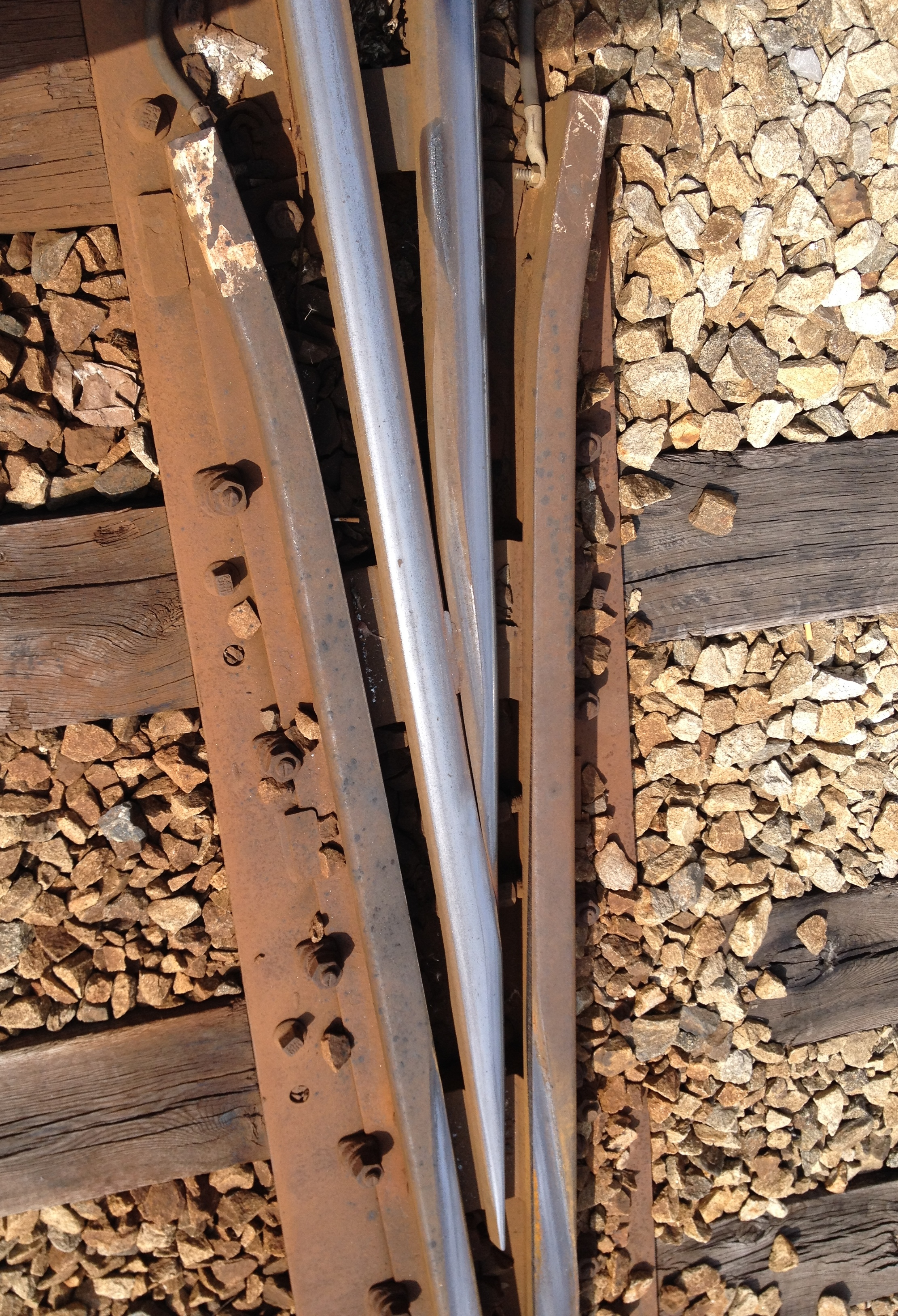
Cuore composto da rotaie

Parte più delicata del deviatoio, il cuore è formato dall'intersezione delle due rotaie del corretto tracciato e del ramo deviato. Esso viene materializzato non nell'esatto punto matematico di intersezione delle due rotaie convergenti, ma in posizione più arretrata in quanto sussistono dei vincoli meccanici all'eccessivo assottigliamento delle rotaie (qualche decina di millimetri, variabili in funzione del modello di deviatoio).
L'interruzione di continuità delle due rotaie (spazio nocivo) è comunque necessaria, come già detto, per permettere il passaggio del bordino. Di conseguenza, in corrispondenza di tale spazio, viene a mancare l'appoggio per una delle due ruote di ogni sala. La dimensione dello spazio nocivo aumenta al diminuire dell'angolo α, di deviazione dei tracciati.
Si genera quindi un limite fisico alla massima ampiezza dello spazio nocivo, che deve essere tale da assicurare il sostegno verticale alla ruota che vi transiti (che in quel momento ha perso la guida laterale proprio per l'esistenza dello spazio nocivo).
Il cuore può essere ottenuto unendo con bulloni ad alta resistenza le due estremità delle rotaie, opportunamente lavorate, o come monoblocco di acciaio fuso al manganese. A seconda del tipo di cuore cambia il tipo di collegamento ai binari che si attestano allo scambio. Con il cuore realizzato con rotaie il deviatoio viene collegato ai binari tramite giunzioni, mentre con quello monoblocco viene saldato. In entrambi i casi si tiene conto della dilatazione termica dei binari.

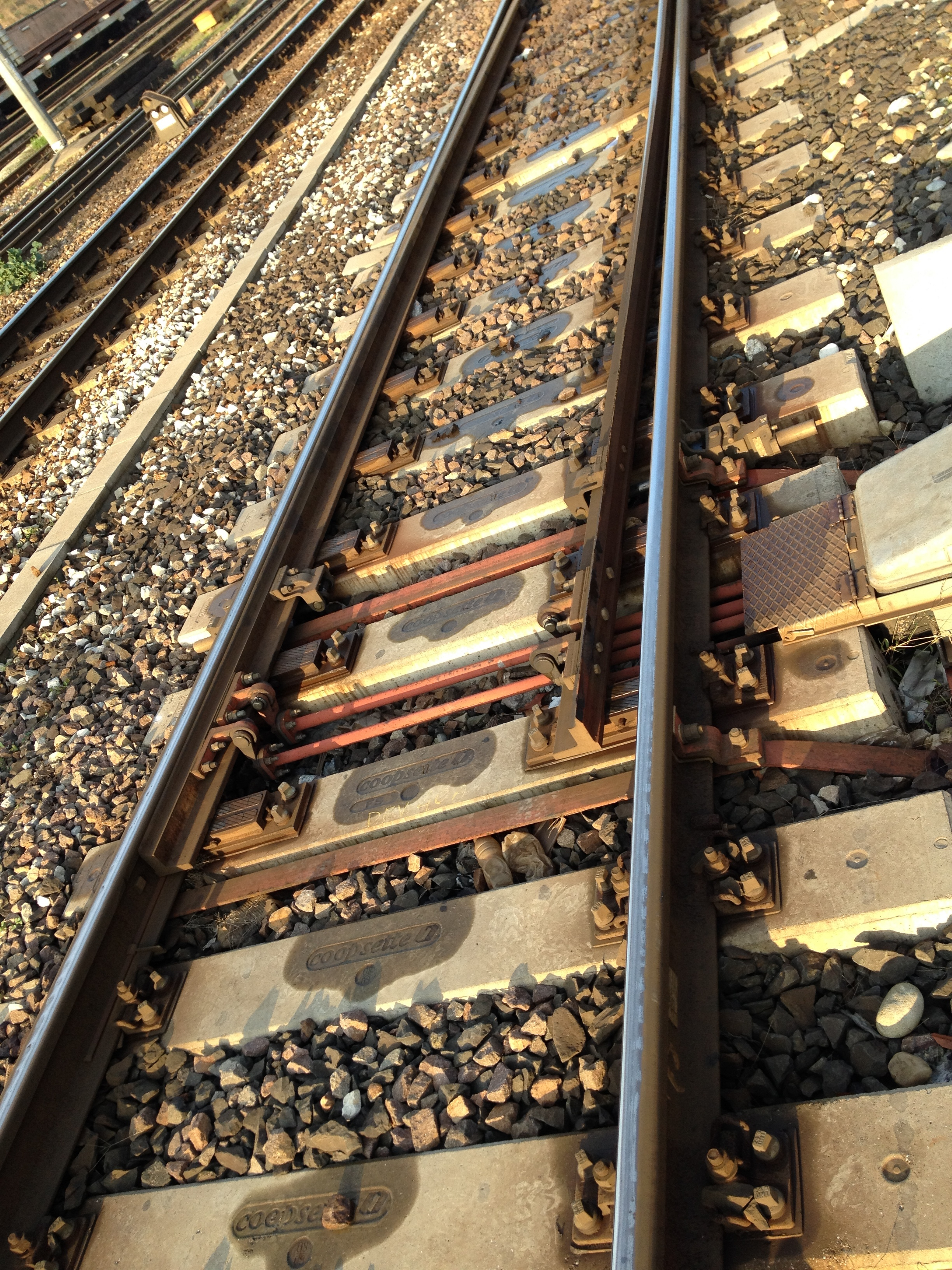
Telaio degli aghi di un deviatoio

Nel caso di deviatoi destinati ad essere percorsi ad alte velocità il cuore è a punta mobile: esso, così come gli aghi, si sposta in modo da annullare lo spazio nocivo, che sarebbe altrimenti molto ampio e incompatibile con le esigenze di comfort e sicurezza, dato che le tangenti di questi deviatoi sono molto piccole. Con il cuore del tipo a punta mobile, eliminandosi lo spazio nocivo, non è più necessario l'impiego delle controrotaie.

### Telaio degli aghi
Il telaio degli aghi è la parte mobile del deviatoio. Grazie al suo movimento avviene l'instradamento del veicolo sull'uno o sull'altro ramo di deviazione, garantendo la continuità meccanica delle rotaie. Le due rotaie che formano il telaio degli aghi sono quella esterna alla curva e quella del ramo di corretto tracciato rivolta verso la curva stessa. I due aghi vengono realizzati per assottigliamento delle due rotaie, in modo che queste possano giustapporsi perfettamente al profilo interno delle rotaie. La parte finale di ciascun ago va quindi a scomparire sotto il fungo della rotaia a cui esso si accoppia, che prende il nome di contrago.
I due aghi possono essere diversamente configurati:
- telaio ad aghi legati: i due aghi sono rigidamente collegati da tiranti di accoppiamento, in modo tale che sia assicurato il loro movimento contemporaneo;
- telaio ad aghi slegati: i due aghi hanno ciascuno il proprio tirante di manovra e possono, entro certi limiti, muoversi in maniera indipendente l'uno dall'altro.

In entrambi i casi, nelle due configurazioni (normale e rovescia), si ha sempre uno dei due aghi accosto e l'altro discosto.
Il movimento può avvenire o attraverso una rotazione attorno ad un perno verticale (aghi a cerniera) o per deformazione elastica dell'ago stesso (aghi elastici). Per facilitare il movimento degli aghi, questi appoggiano su appositi cuscinetti, denominati di scorrimento, che grazie alla loro superficie levigata e lubrificata, riducono gli attriti.

### Controrotaie

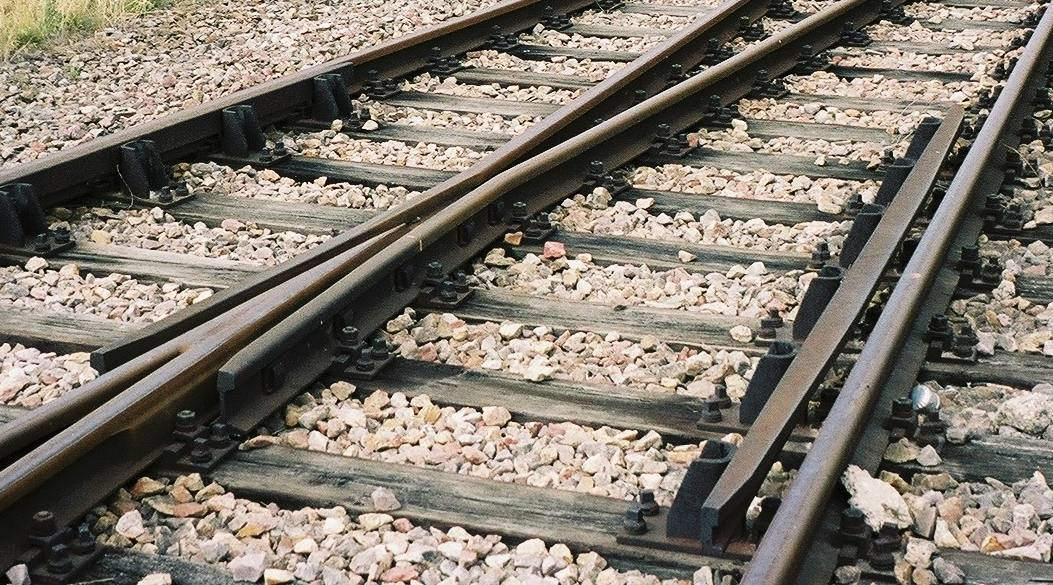
Controrotaie di un deviatoio

Nel momento in cui la ruota del veicolo percorre lo spazio nocivo, questa perde il vincolo di guida. Per garantire che il veicolo venga comunque guidato si posizionano, a fianco alle due rotaie esterne, due controrotaie che hanno la funzione di trattenere il bordino sul suo lato interno. Viene assicurato così il passaggio delle ruote dal lato corretto della punta del cuore, senza che queste vengano a toccarla fisicamente.
La distanza tra rotaie e controrotaie è di 40-41 mm, con due inviti alle estremità che si portano ad una larghezza di 56-65 mm.

### Azionamento
Il telaio degli aghi viene mosso tramite un leveraggio, che può essere a sua volta manovrato manualmente o tramite un motore contenuto in una cassa di manovra. Nei deviatoi più lunghi, destinati alle alte velocità, i punti di manovra possono essere più di uno.

## Tipi di deviatoi
I deviatoi possono presentarsi in diverse configurazioni: semplice, doppio, inglese e possono essere con cuore a punta fissa o mobile (questi ultimi per alta velocità).

### Deviatoio semplice
Il deviatoio semplice è il tipo più comune. È costituito solo dal ramo di corretto tracciato e dal ramo deviato, con il relativo dispositivo d'azionamento.

### Deviatoio doppio

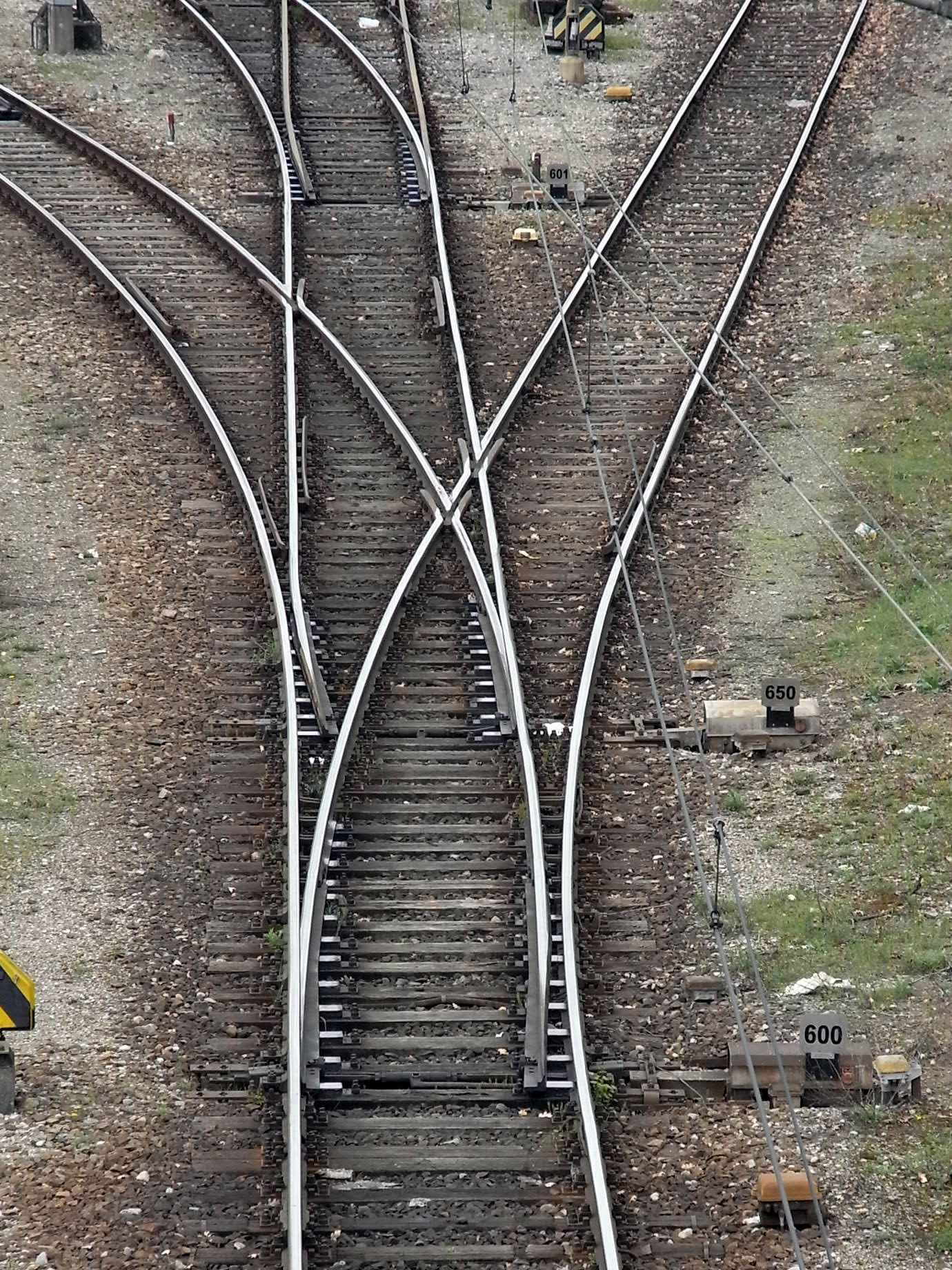
Esempio di deviatoio doppio

Un deviatoio doppio consiste di due deviatoi (uno destro e uno sinistro) che si susseguono a distanza ridotta, parzialmente compenetrati per risparmiare spazio: il cuore del primo deviatoio viene a trovarsi in corrispondenza del tallone del secondo deviatoio. Di fatto si vengono a realizzare tre cuori anziché due, di conseguenza la sua complessità costruttiva è maggiore rispetto a due deviatoi semplici posti in sequenza; anche la manutenzione si fa giocoforza più onerosa. Un deviatoio doppio si può chiamare destro o sinistro a seconda di quale sia la direzione del primo ramo deviato. La loro diffusione è limitata agli scali secondari o a particolari situazioni di scarsità di spazio; in particolare essi furono eliminati in tutte le linee attrezzate con l'alimentazione elettrica a corrente alternata trifase: già uno scambio semplice si presentava particolarmente complesso da realizzare dal punto di vista delle linee di contatto (che dovevano rimanere isolate l'una dall'altra), per cui si percorse la strada di non avere, in quelle linee, deviatoi di questo tipo.

### Deviatoio triplo

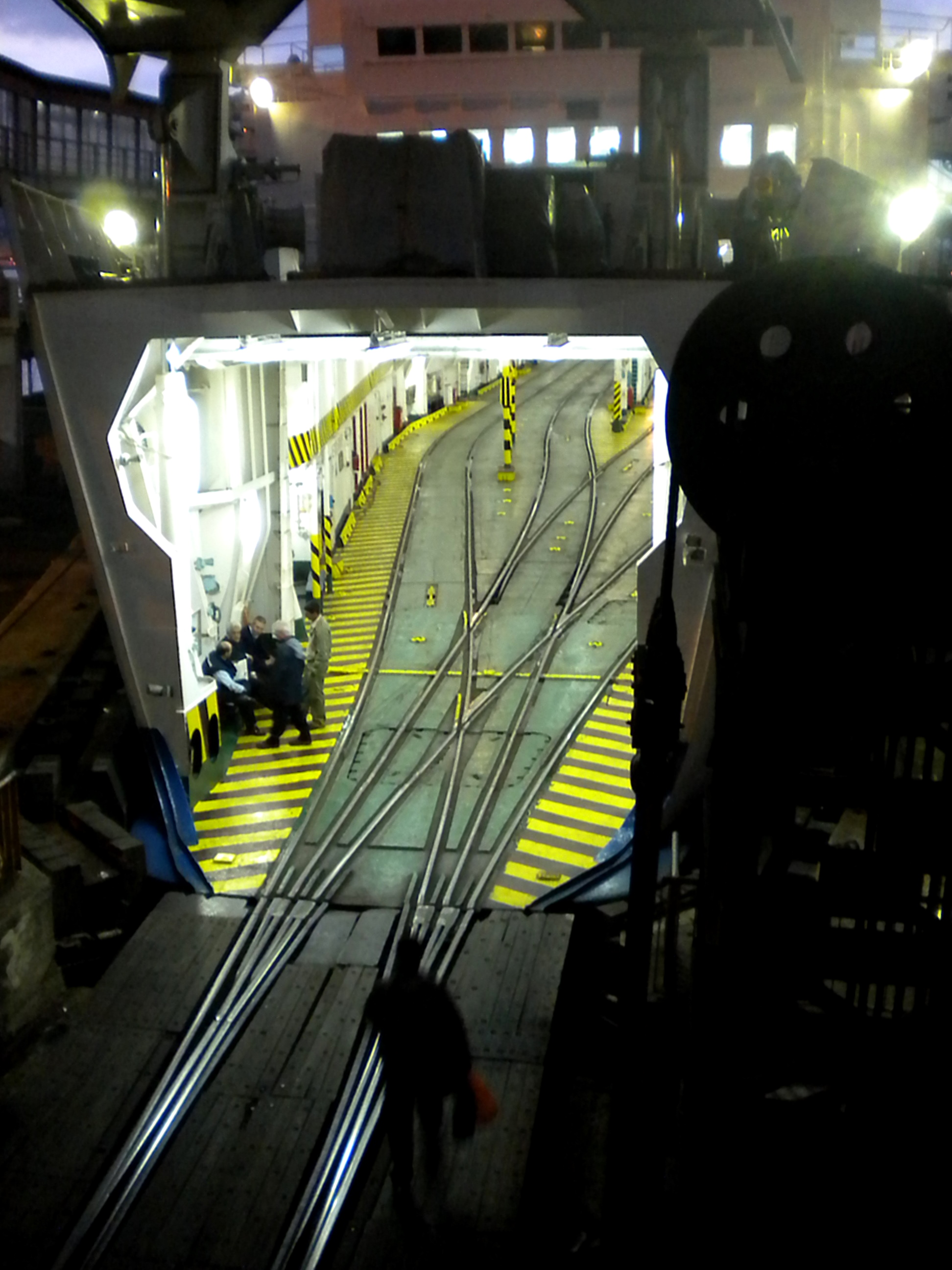
Esempio di deviatoio triplo, installato su una nave traghetto FS (Scilla o Villa), ferma nell'invasatura della stazione di Messina Marittima.

Simile al doppio, è composto anch'esso da due deviatoi (destro e sinistro) compenetrati, ma in questo caso totalmente: gli aghi vengono a trovarsi alla stessa altezza e di conseguenza i due cuori. Nella pratica, i due cuori coincidono con i due aghi esterni, riferendosi alle curve. I deviatoi tripli, per via del ridotto ingombro, trovano applicazione nei depositi e sulle navi traghetto. In tutti gli altri casi sono stati abbandonati, soprattutto a causa della loro scarsa robustezza.

### Deviatoio inglese

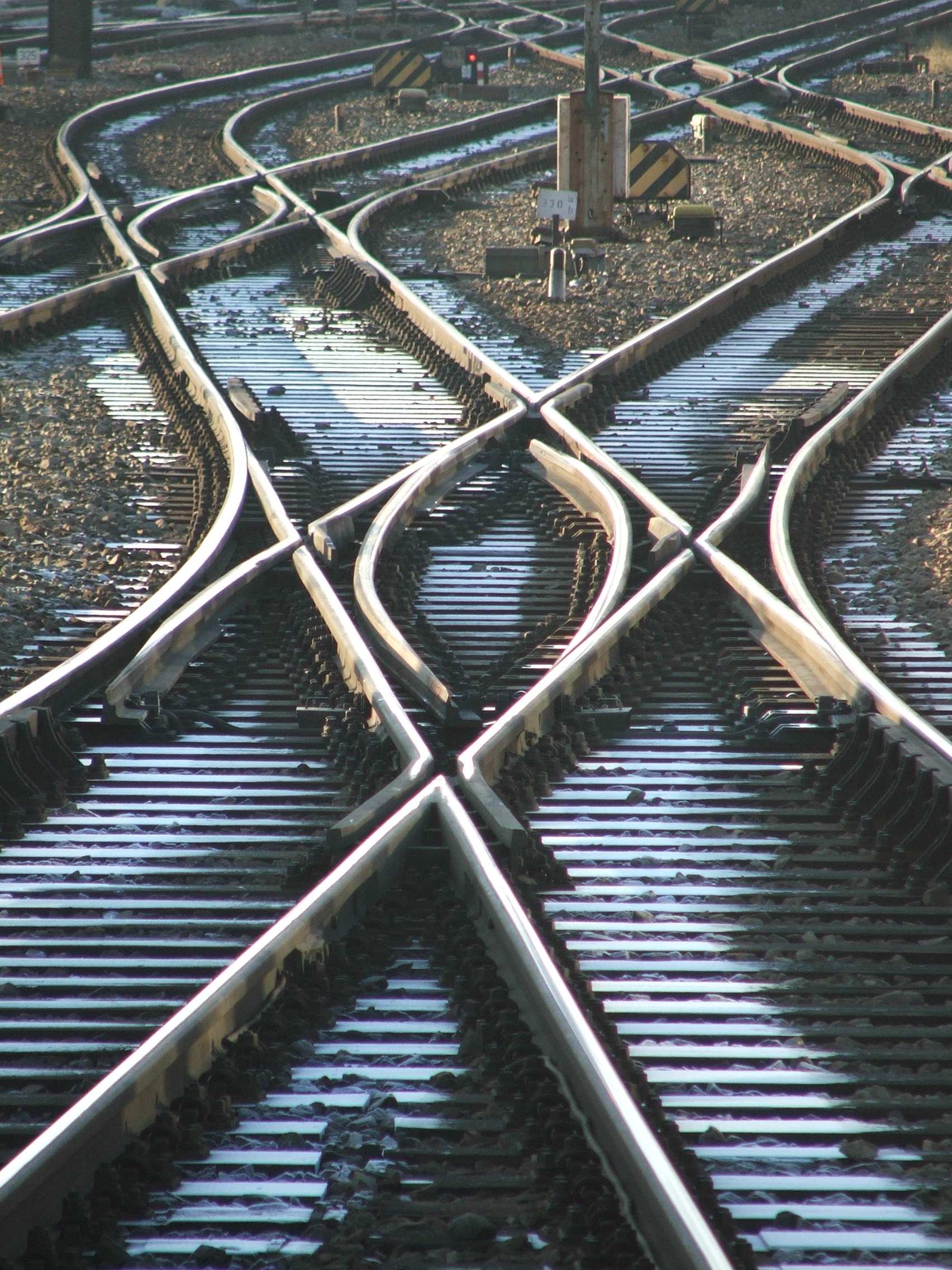
Serie di deviatoi inglesi doppi

Il deviatoio inglese, chiamato anche scambio-intersezione, è un dispositivo che permette sia l'intersezione tra due binari, sia il passaggio da un binario all'altro. Può classificarsi come semplice o doppio, a seconda che la comunicazione sia permessa provenendo da una sola direzione o da entrambe. Nel primo caso è presente solo una coppia di aghi, nel secondo caso due.
Il cuore ha la forma di un quadrilatero, con due angoli acuti (nella direzione parallela all'asse di simmetria tra i due binari) e due angoli ottusi (nella direzione perpendicolare a quest'ultimo). Per limitare l'estensione dello spazio nocivo in prossimità dei cuori la tangente deve essere almeno di 0,12.
L'applicazione del deviatoio inglese è utile per ridurre l'ingombro del dispositivo; per ottenere la stessa funzione altrimenti sarebbero necessari due deviatoi semplici in successione, che richiederebbero una lunghezza maggiore. I loro uso è abbondante nei piazzali di stazione, dove non sono ampi gli spazi a disposizione.

### Deviatoio in curva

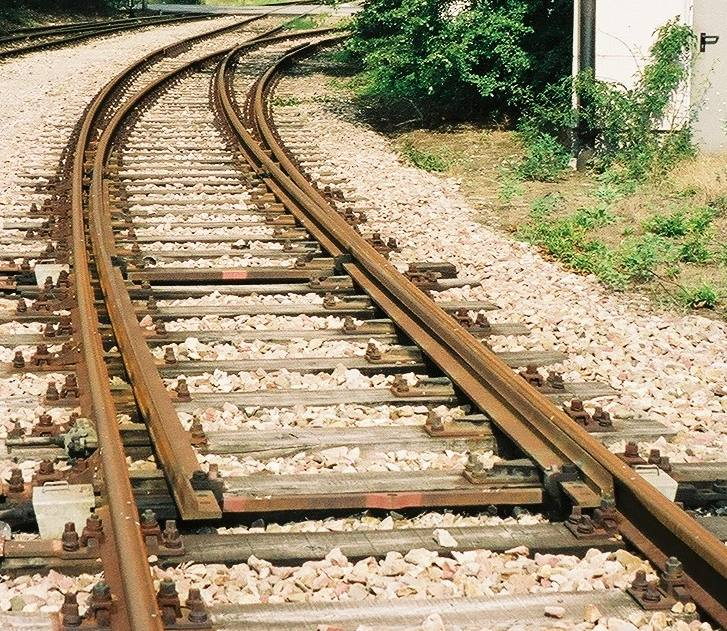
Esempio di deviatoio in curva

In casi particolari, i deviatoi possono collocarsi in corrispondenza di una curva: è curvo quindi sia il ramo deviato sia quello di corretto tracciato. Per come è costruito un deviatoio, tutti i suoi punti si trovano sullo stesso piano; di conseguenza, la sopraelevazione della curva sarà applicata anche agli altri punti, ramo deviato compreso. Le limitazioni di velocità alla quale è soggetto il ramo deviato sono diverse a seconda della mutua direzione dei due rami:
- il ramo deviato curva dallo stesso lato del corretto tracciato: in questo caso la sopraelevazione per il ramo deviato sarà minore di quella necessaria per percorrere la curva a velocità piena, però la limitazione sarà meno restrittiva rispetto al caso piano
- il ramo deviato curva dalla parte opposta a quella del corretto tracciato: in questo caso il ramo deviato avrà una soprelevazione negativa (ossia ci sarà una inclinazione verso l'esterno), e ciò implica un forte decremento della velocità per il ramo deviato. In Italia, la soprelevazione negativa può assumere il valore massimo di -72 mm.

Nella figura a fianco si ha un esempio del primo tipo di deviatoio in curva.

### Deviatoio simmetrico
Un deviatoio simmetrico presenta entrambi i rami curvi, l'uno devia a sinistra e l'altro a destra. Si ottengono per modifica in officina di deviatoi retti, e ciò porta alla conseguenza che la velocità alla quale possono essere percorsi aumenta: il raggio del ramo deviato infatti raddoppia, e di conseguenza la velocità massima subisce un favorevole aumento (che non è lineare con l'aumento del raggio, ma dipende dalla sua radice quadrata).

## Tipo di azionamento

### Deviatoi con azionamento manuale

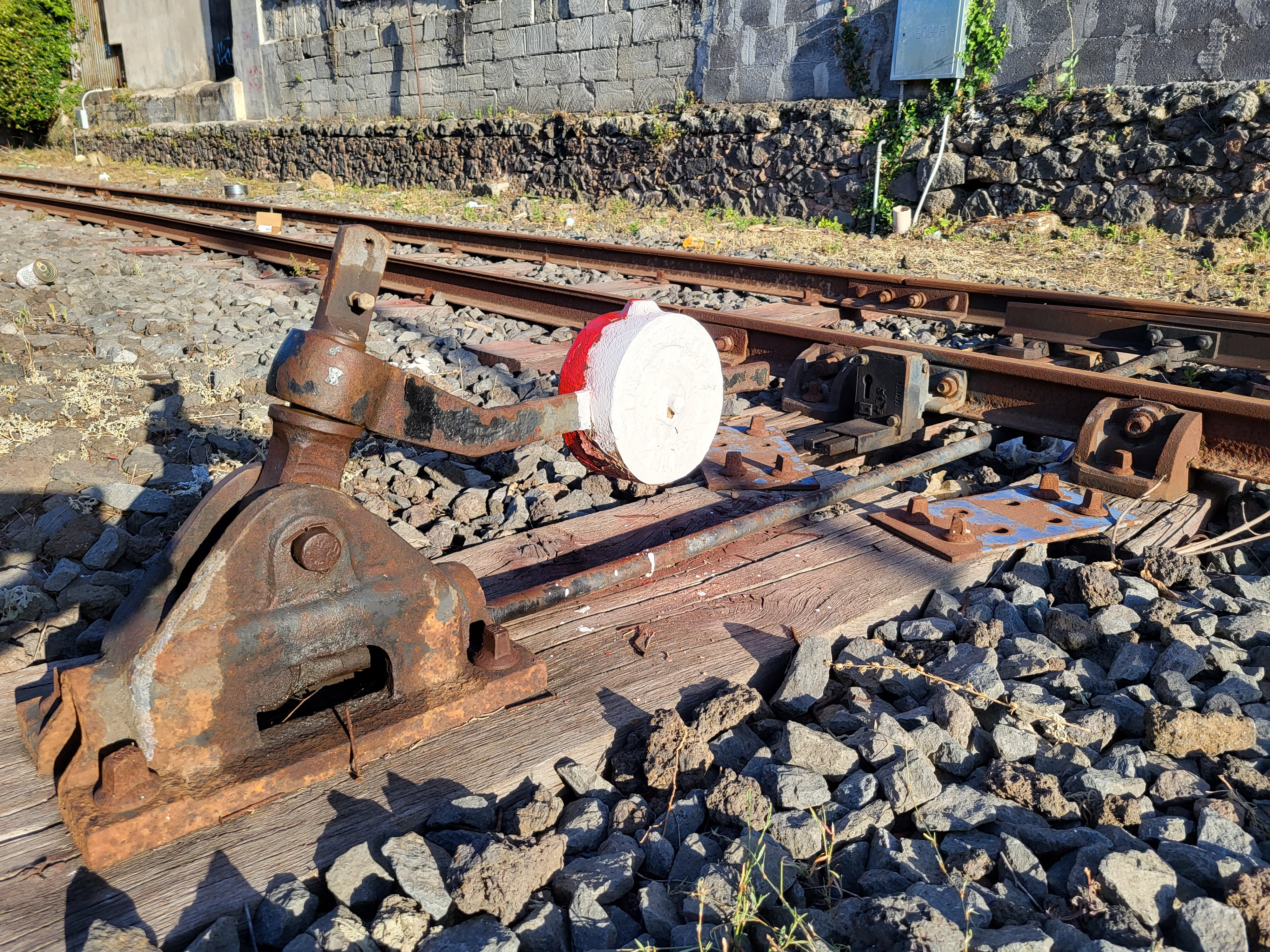
Una leva per l'azionamento manuale dei deviatoi (macaco ferroviario).

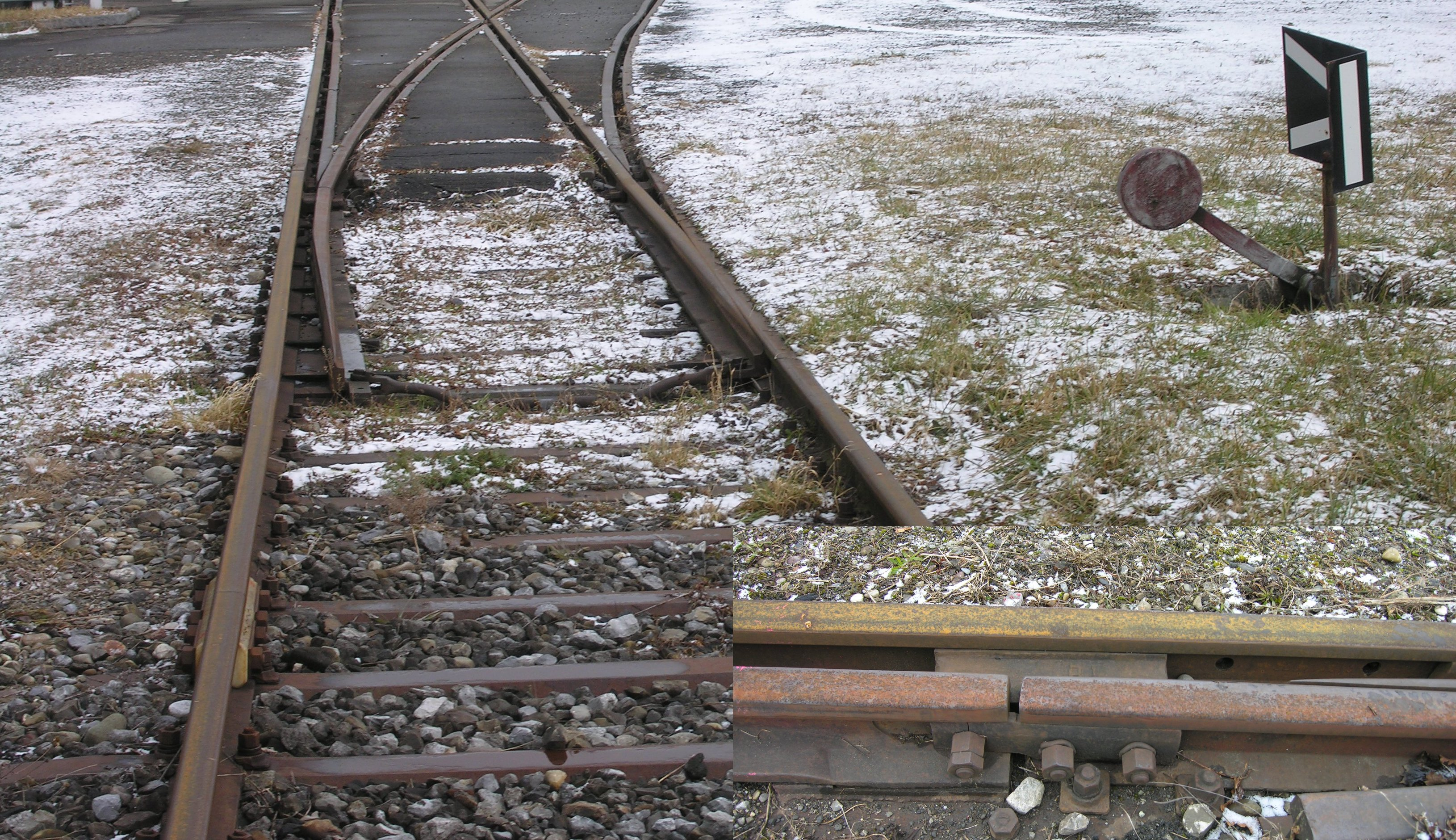
Deviatoio ad azionamento manuale

Sono azionati dall'uomo per mezzo della sua forza muscolare. Di solito si avvalgono di congegni meccanici elementari, quali contrappesi e leve che ne facilitano la manovra. Nel gergo ferroviario italiano un congegno di questo tipo si definisce macaco (nel nord Italia) o caciotta (nel Lazio): esso agevola gli sforzi fisici dei deviatori e mantiene pressato in posizione l'ago dello scambio, per evitare che esso si discosti al passaggio del convoglio.
Gli scambi o deviatoi manuali sono solitamente percorribili da treni a velocità non superiori ai 30 km/h.
Collegato alla leva di azionamento è presente un indicatore di direzione: i più rudimentali erano costituiti, in Italia, da un disco con una freccia impressa (o altre indicazioni simili in altri paesi), il quale ruotava al passaggio da una configurazione all'altra, indicando al personale di macchina la direzione per la quale era orientato il deviatoio.

### Deviatoi con ritorno automatico
Nel seguito si vede come alcuni scambi abbiano la possibilità di essere tallonati. Questo fatto può venire sfruttato favorevolmente in situazioni nelle quali si abbia la necessità di non avere un manovratore addetto ad uno scambio (piazzali di manovra o punti di incrocio in linee secondarie a scarso traffico). Uno scambio a ritorno automatico è caratterizzato dall'assumere sempre la stessa configurazione (non importa quale) e dal ritornarvi automaticamente (per mezzo di molle elastiche) nel caso in cui venga tallonato. 
In un punto di incrocio impresenziato con 2 binari, ogni treno in ingresso verrà sempre deviato alla propria sinistra, in modo tale da instradare sui due binari i treni che vengano dalle due direzioni. All'atto dell'uscita i due treni talloneranno i due deviatoi, riprendendo la loro normale marcia in linea, e successivamente i deviatoi ritorneranno nella posizione iniziale per poter eseguire (in maniera automatica) una nuova manovra di incrocio.

### Deviatoi con azionamento a filo

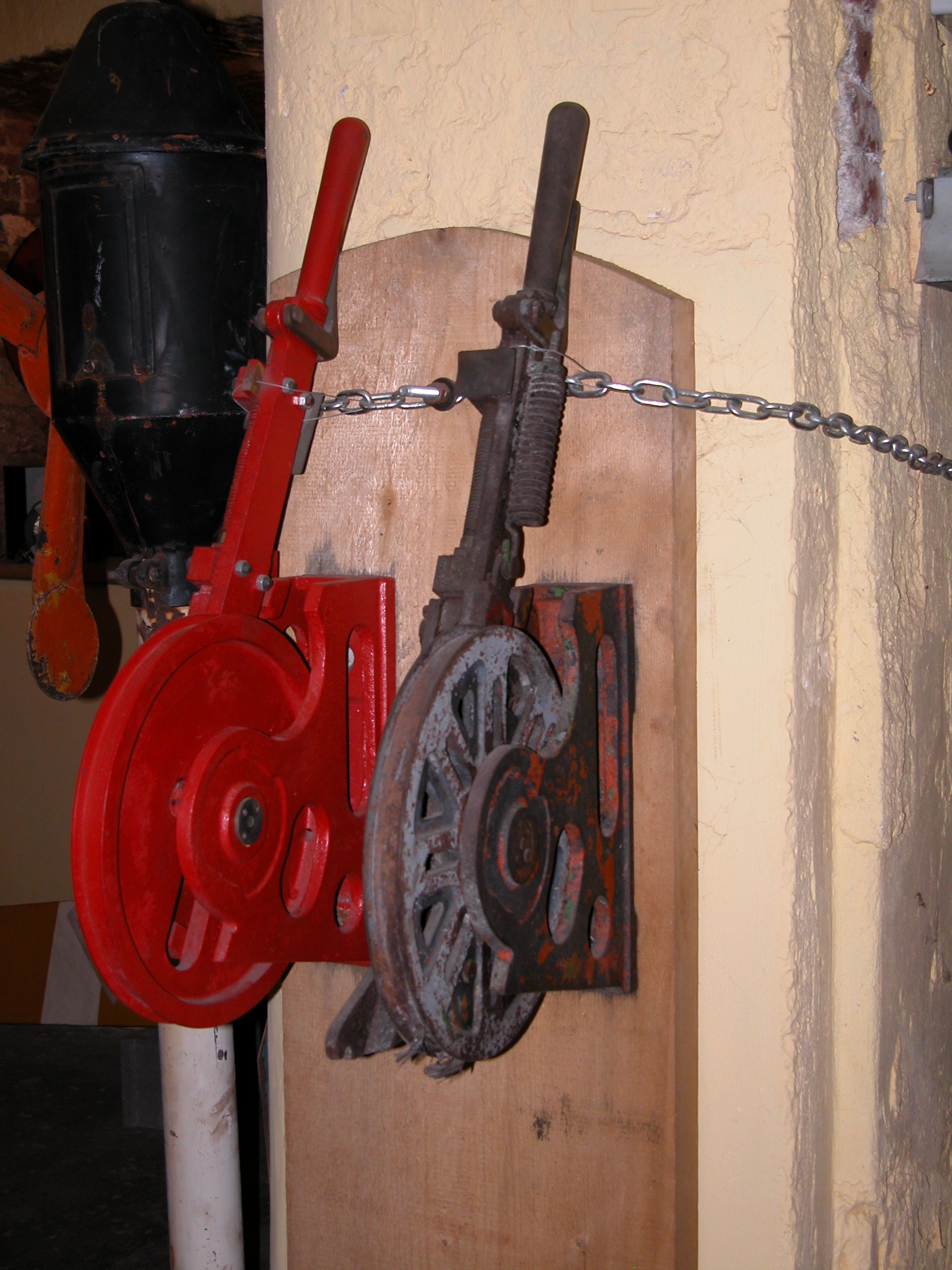
Leve per l'azionamento a filo di deviatoi e segnali ferroviari

Questo tipo di deviatoio è azionato tramite un filo comandato a distanza da leve, azionate manualmente da deviatori. Generalmente venivano usati nelle stazioni ferroviarie, poiché la lunghezza del filo doveva essere limitata, e le leve erano dislocate nei pressi dell'ufficio movimento. 

### Deviatoi con azionamento elettromeccanico

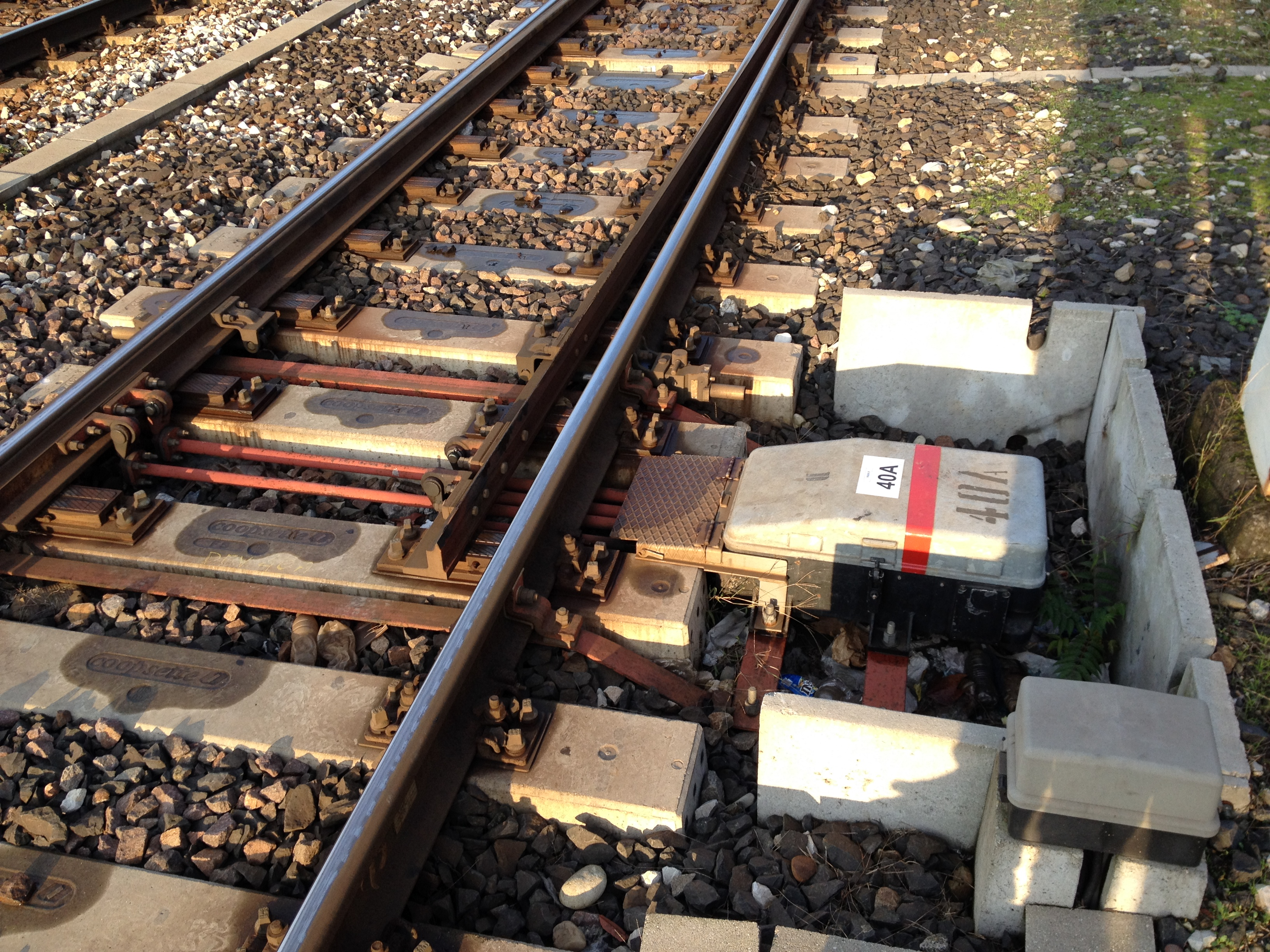
Cassa di manovra di un deviatoio elettromeccanico intallonabile (si noti la striscia rossa sul coperchio)

I deviatoi con azionamento elettromeccanico furono introdotti per la prima volta in Francia tra il 1888 e il 1893, dapprima con azionamento a solenoide (come quello dei tram) e poi con un vero e proprio motore elettrico. In Italia non comparvero prima del 1924, anno in cui venne realizzato a Sestri Levante il primo apparato centrale elettrico. Il movimento avviene ad opera di una cassa di manovra elettrica in grado di trascinare gli aghi del deviatoio nelle due configurazioni possibili. Detta cassa è dotata di tiranti che in un deviatoio semplice (costituito da due aghi) sono quattro, dei quali due di manovra e due di controllo. Viceversa, nei deviatoi inglesi (costituiti da quattro aghi) si hanno due tiranti di manovra (in grado di trascinare i quattro aghi grazie ad un particolare bilanciere di unione) e quattro tiranti di controllo, per controllare la corretta posizione di ogni singolo ago indipendentemente.
La cassa di manovra è fissata al deviatoio mediante due zatteroni (perpendicolari al binario e ad esso connessi con viti) e da due zatterini trasversali, sui quali è imbullonata la cassa. La tiranteria è composta da una serie di aste cilindriche in acciaio e da una serie di collegamenti a snodo che, attraverso le cosiddette zampe, vengono fissate agli aghi, tra la prima e la seconda traversa a partire dalla punta del deviatoio. Dette zampe sono fissate con due viti cadauna e tra esse e gli aghi sono presenti gli spessori, ovvero lamierini di 1 mm di spessore che consentono la regolazione della manovra e dei controlli per garantire il rispetto delle norme di sicurezza.
Va precisato che le norme di sicurezza in uso nelle FS prevedono che l'ago accosto (quello che è a contatto con la rotaia) abbia un "agio" massimo rispetto al contrago di 2 mm e che la cassa perda il controllo di posizione dai 3 mm in poi. L'ago discosto deve invece essere lontano dal contrago di 150 mm. Queste norme evitano lo svio dei rotabili al transito.

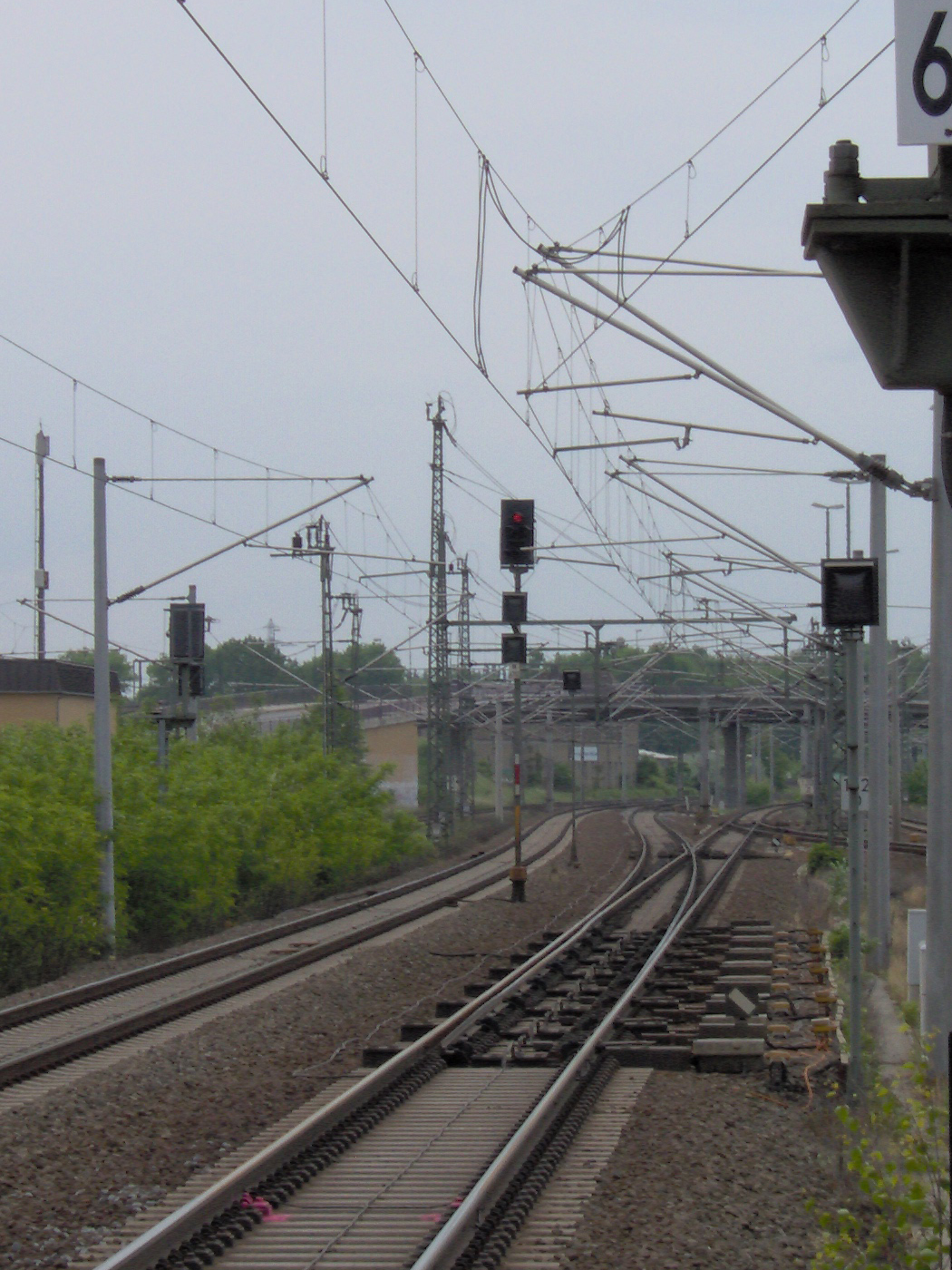
Deviatoio ad azionamento oleodinamico, per velocità in deviata fino a 220 km/h

Le casse di manovra sono costituite da un motore a corrente continua a eccitazione serie alimentato a 144 Vcc in grado, attraverso riduttori meccanici e trasformatori di moto (da rotativo ad alternativo), di azionare i tiranti di manovra. Il motore è dotato di due distinti avvolgimenti, che lo fanno ruotare nei due versi: i due avvolgimenti sono alimentati da due distinti circuiti, che corrispondono alle due manovre che il deviatoio può compiere. Una volta raggiunta la posizione voluta (deviatoio normale o rovescio) interviene il dispositivo di fermascambiatura, contenuto nella cassa e in grado di bloccare i tiranti (e quindi gli aghi) nella posizione voluta. Nel contempo viene rilevata attraverso contatti elettrici, anch'essi contenuti nella cassa, la corretta posizione dei tiranti di controllo consentendo, attraverso un circuito alimentato a 48 Vcc, di verificare sia la posizione del deviatoio (normale o rovescio) che la corretta distanza tra aghi e contraghi. Il controllo viene affidato sia ai tiranti di controllo che a quelli di manovra, per garantire la sicurezza qualora uno di questi si guastasse. Questo permette l'apertura del segnale, a protezione dell'itinerario che il treno andrà ad impegnare e nel quale incontrerà il deviatoio stesso.
Nel caso il deviatoio venga percorso di punta interviene anche un elettromagnete che blocca meccanicamente la cassa di manovra.
Le casse in uso in FS sono molteplici e si caratterizzano per il tipo di armamento su cui andranno montate (casse L88, L90 per gli armamenti leggeri e P80, SE92, SO, MET per l'armamento 60) e per la velocità della linea (es. velocità max per P80=180 km/h, MET 250 km/h).

#### Manovra elettrica in traversa
Esistono anche casse di manovra in traversa (MET - Manovra Elettrica Traversa); tutte le parti meccaniche ed elettriche necessarie alla manovra del deviatoio sono contenute in una traversa cava in materiale metallico, evitando i lunghi tiranti di cui invece devono essere dotate le casse di manovra installate fuori dal deviatoio. In questo caso i tiranti sono costituiti da 4 semplici parallelepipedi verticali che fuoriescono dalla cassa e, attraverso le zampe, azionano e controllano gli aghi. 
Questo tipo di azionamento è nato per facilitare le operazioni di manutenzione del binario (per esempio la rincalzatura): con la cassa di manovra tradizionale è necessario smontare parzialmente la cassa stessa o procedere manualmente. Con la MET invece, il sistema di azionamento è perfettamente assimilabile ad una traversa tradizionale, e possono essere adoperati i normali macchinari di manutenzione, che consentono un aumento della produttività e una maggiore semplicità nelle operazioni manutentive.

### Deviatoi con azionamento oleodinamico
I deviatoi ad azionamento oleodinamico sono caratterizzati da una serie di bracci espandibili, chiamati attuatori, il cui moto è regolato dalla variazione di pressione di una sostanza oleosa. Sono di solito applicati su linee ad alta velocità, o linee ad elevato traffico, o comunque linee dove per varie esigenze (per esempio Posti di Movimento particolarmente trafficati) sia necessario che i treni percorrano le deviate a velocità particolarmente elevate. Per la loro estrema versatilità e qualità, nonché per l'elevato raggio di curvatura del ramo deviato sono, a seconda dei modelli, in grado di sostenere treni in corsa a velocità di 100 km/h, 160 km/h o 220 km/h in piena sicurezza.
In questo tipo di deviatoi gli aghi vengono mossi tramite le azioni esercitate dagli attuatori su più punti, il cui numero varia in funzione del modello; per esempio, i punti di manovra sono 4 nel deviatoio FS di tipo S.0.1. Gli attuatori hanno sia la funzione di azionare il deviatoio sia quella di garantire la sua fermascambiatura.

## Sicurezza

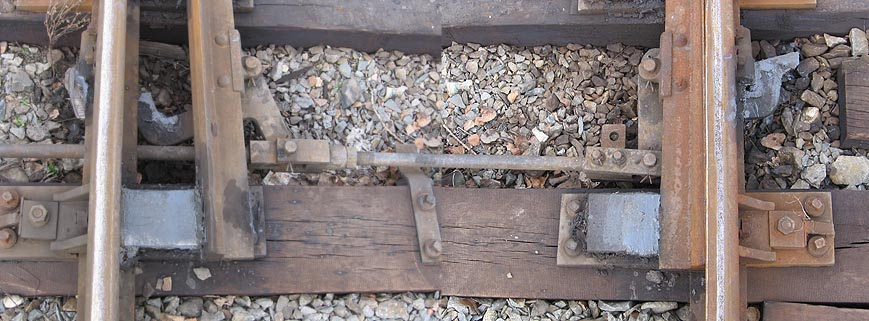
Dispositivo di fermascambiatura

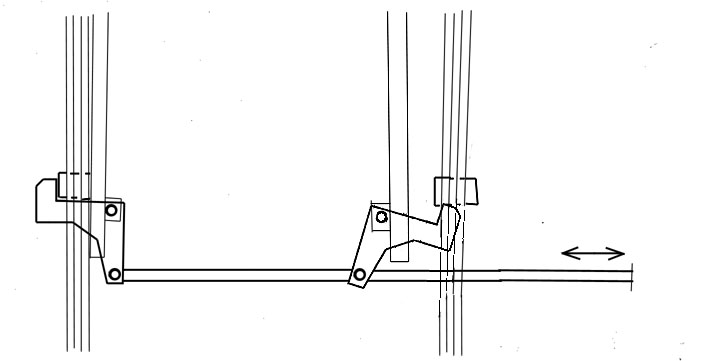
Schema della tiranteria detta "a ganci", che realizza la fermascambiatura sui deviatoi a manovra manuale

Una caratteristica che accomuna tutte le tipologie di scambi è quella relativa alla sicurezza nella circolazione dei treni: a tale scopo ogni deviatoio, di qualunque genere, che sia posto su un binario di circolazione deve essere munito di appositi dispositivi di bloccaggio (meccanici o elettrici) nella posizione voluta, denominati dispositivi di fermascambiatura, che ne impediscano il cambiamento mentre è in arrivo o in transito un qualunque convoglio ferroviario.
Per entrambi i sistemi, la fermascambiatura può essere tallonabile o intallonabile: nel primo caso, al passaggio di un convoglio con il deviatoio in configurazione errata, non si ha il danneggiamento dell'apparato di sicurezza, cosa che avviene nella stessa situazione con il secondo caso.

### Fermascambiatura a chiave

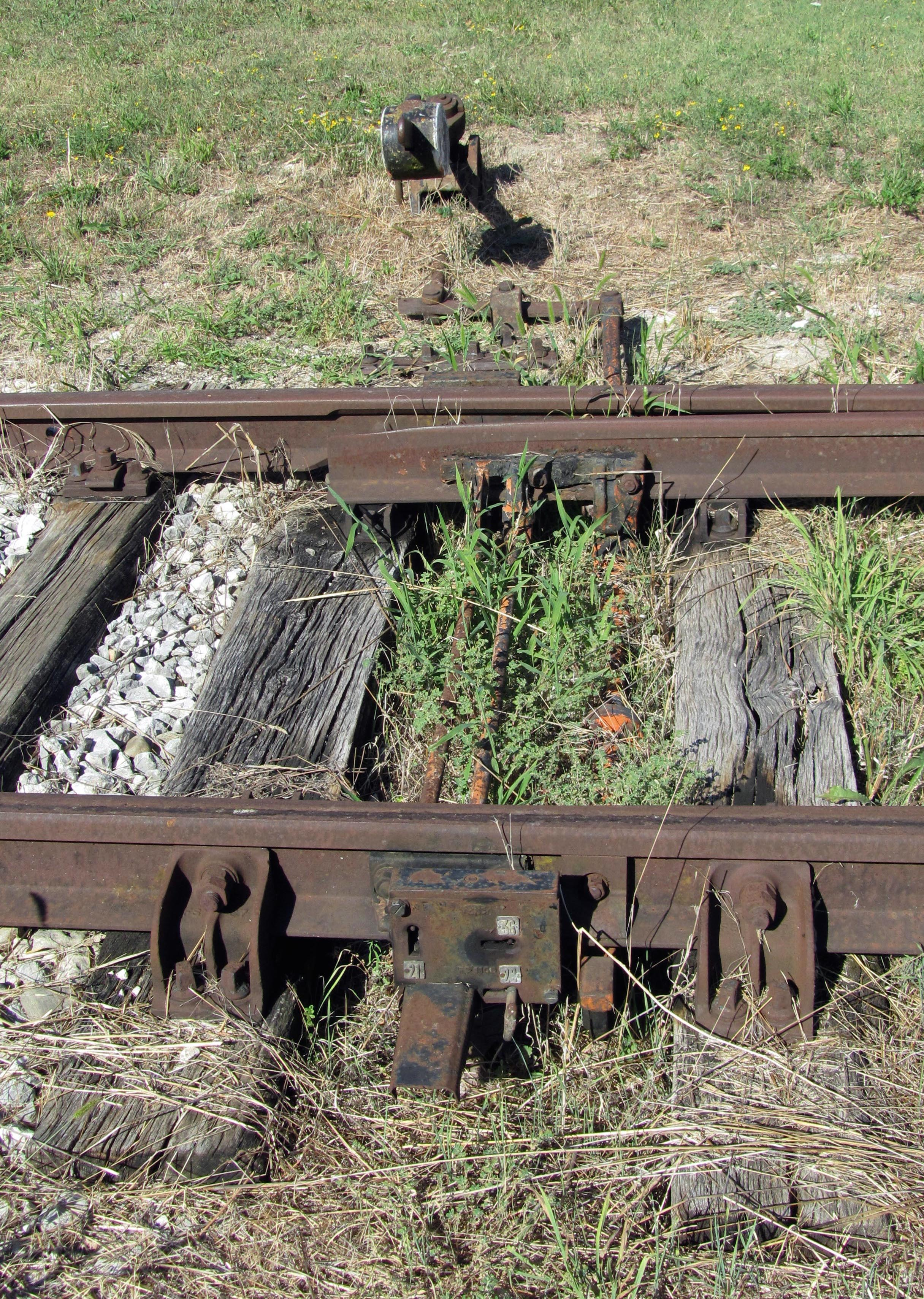
Dispositivo di fermascambiatura a chiave

La fermascambiatura a chiave si attua per mezzo di una serratura applicata al contrago e collegata all'ago; se quest'ultimo è accostato la chiave può essere girata ed estratta dalla serratura, garantendo così il bloccaggio del deviatoio. Il possesso della chiave da parte del dirigente movimento (DM) è la garanzia che il deviatoio è configurato in una certa posizione e che esso è fermascambiato: non potrà essere mosso se non inserendo nuovamente la chiave nella serratura. In uno stesso piazzale ogni chiave deve essere numerata in modo differente, per garantire l'univocità della posizione dei deviatoi. Può accadere che un deviatoio (o un segnale di protezione) necessiti, per la sua movimentazione (o per il suo cambiamento di aspetto nel caso del segnale), l'inserimento di una chiave appartenente ad un altro deviatoio: si parla in questo caso di fermascambiatura a chiavi coniugate: questo è un ulteriore vincolo di sicurezza, una cui applicazione tipica può essere quella di due deviatoio appartenenti ad una comunicazione.
Per semplificare al DM il controllo della posizione degli scambi mediante il ritiro delle rispettive chiavi, venne in un primo momento introdotto il cosiddetto prospetto ritiro chiavi; esso è un piano schematico della stazione nel quale sono riportate le chiavi da ritirare (cioè che il DM deve possedere) per formare ogni singolo itinerario. La sicurezza dell'operazione è affidata solamente all'operazione di controllo svolta dal DM, e può essere suscettibile di errori (umanamente comprensibili ma contrari alla sicurezza).
Per raggiungere un livello di sicurezza superiore fu introdotta nell'ufficio movimento una serratura centrale, un apparato in grado di controllare meccanicamente la congruenza fra l'itinerario creato e le chiavi in possesso al DM, e prevenire così errori umani dovuti all'errata valutazione del ritiro delle chiavi.
Nel caso i deviatoi siano molto distanti dall'ufficio movimento, è possibile disporre di un dispositivo denominato trasmetti-chiave presente nei pressi del deviatoio: le chiavi, anziché essere portate sino all'ufficio movimento vengono inserite nel dispositivo e l'informazione relativa alla fermascambiatura viene trasmessa elettricamente all'apparato centrale di sicurezza, come se la chiave fosse stata inserita nell'apparato stesso. Si evita in questa maniera al DM il tragitto tra il deviatoio e l'UM, riducendo la durata temporale per la formazione di un itinerario.

### Fermascambiatura elettrica

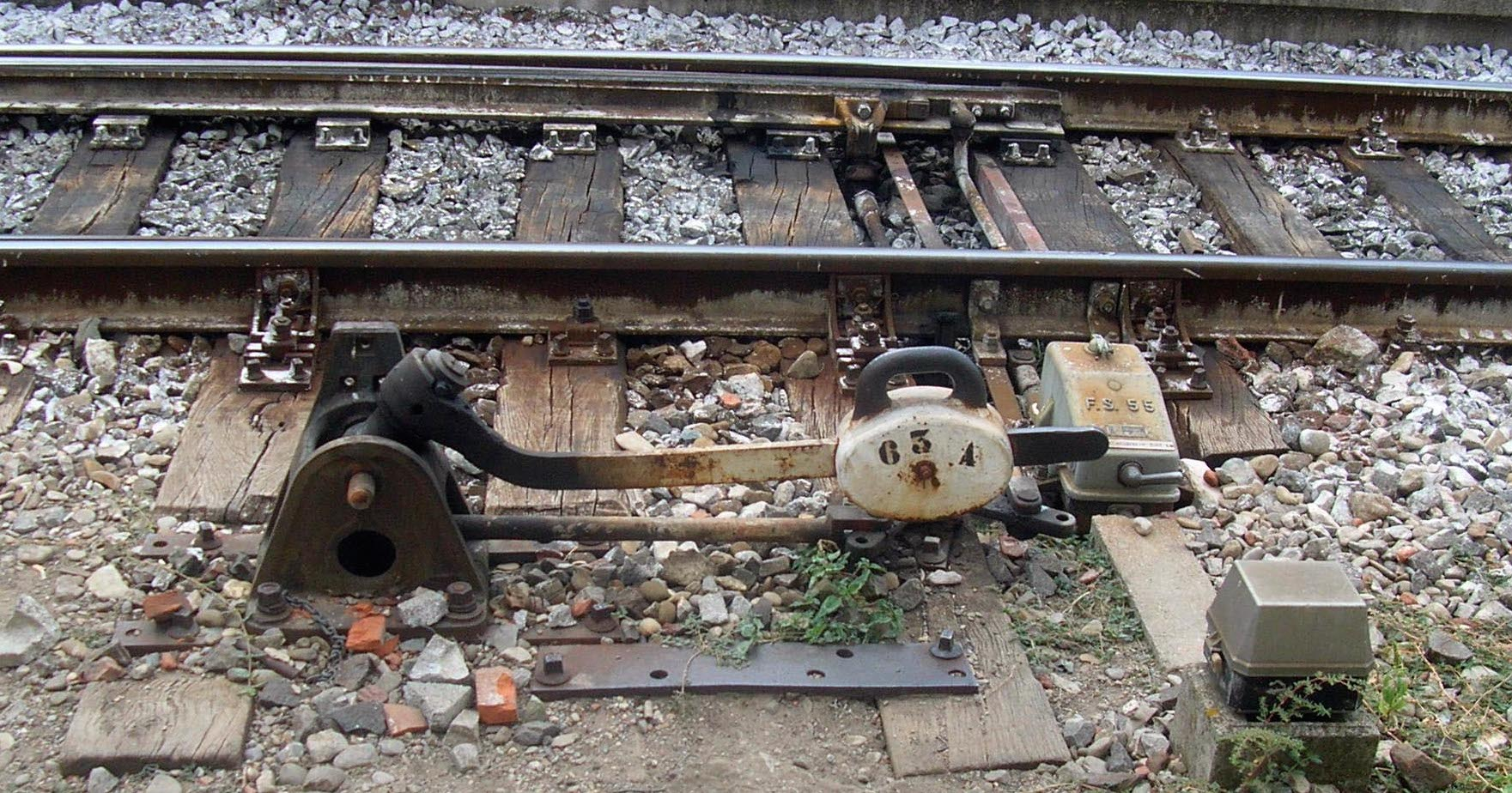
Dispositivo di fermascambiatura elettrico, applicato ad un deviatoio a manovra manuale

La sicurezza della fermascambiatura è realizzata per mezzo di un collegamento elettrico di posizione, con elettromagneti di bloccaggio, la cui effettiva disposizione permette il consenso all'azionamento a via libera dei segnali collegati solo se lo scambio è assicurato fermamente nella posizione voluta. Per garantire che il contatto ago-contrago avvenga con una determinata pressione (detta puntata), anche nella manovra a mano (in cui la puntata veniva assicurata dal contrappeso posto sulla leva) si è presto realizzata la cosiddetta tiranteria a ganci. Il tirante di ciascun ago è provvisto di un gancio che può ruotare e infilarsi sotto la rotaia (di contrago), in maniera da agganciarla e tenere saldamente premuto l'ago contro il rispettivo contrago.
Questo accorgimento impedisce che, sotto le azioni di un rotabile in transito o per l'elasticità stessa degli aghi (nel caso in cui un deviatoio sia costituito da aghi elastici), vi siano spostamenti degli aghi tali da compromettere il passaggio in sicurezza e lungo il percorso voluto del treno.

### Tallonamento
Quando uno scambio è preso di calcio (percorso da un rotabile proveniente dal ramo del corretto tracciato o dal ramo deviato), il deviatoio deve essere correttamente configurato per permettere al convoglio di attraversarlo senza problemi.
Se uno scambio viene impegnato dal ramo per il quale non è al momento disposto, si parla di tallonamento. Il primo asse del convoglio che vi transita forzerà il telaio degli aghi a spostarsi in modo da permettere il corretto passaggio. In particolare: l'ago accosto verrà discostato dal bordino della ruota che sta andando ad incunearsi tra ago e contrago, mentre l'ago discosto verrà spinto ad accostarsi dal bordino dell'altra ruota. Il tallonamento può accadere in modo previsto senza conseguenze negative (esempio: situazioni di incrocio automatico tra due rotabili), oppure in modo imprevisto (con o senza conseguenze negative quali danneggiamenti o svio).
Si definiscono:
- deviatoi intallonabili permanentemente: il tallonamento provoca il danneggiamento del deviatoio stesso, nonché il potenziale ostacolo e svio[32][33] del rotabile che lo ha erratamente tallonato.
- deviatoi intallonabili a comando: un dispositivo permette di variare il deviatoio da intallonabile a tallonabile.[34]
- deviatoi tallonabili: quelli che permettono che la manovra di tallonamento avvenga senza danni (possono essere privi di fermascambiatura o con fermascambiatura tallonabile, permanente o a comando elettrico[26]); i deviatoi tallonabili possono essere dotati di ritorno elastico ad una determinata posizione.

I deviatoi tallonabili sono destinati ad essere percorsi a velocità inferiore o uguale a 30 km/h, mentre per velocità superiori è richiesto che questi siano intallonabili, per garantire una sicurezza maggiore.
Le alte velocità provocano infatti delle vibrazioni nella struttura dello scambio che possono portare allo scostamento oltre tolleranza dell'ago accosto: per un rotabile che percorra di punta il deviatoio si materializza il rischio che le ruote percorrano le due rotaie esterne, con l'inevitabile conseguenza dello svio per abbracciamento degli aghi.
I deviatoi impiegati in ambito tranviario invece sono di norma tutti tallonabili. Durante una manovra di tallonamento è necessario che il convoglio percorra interamente il deviatoio prima di poter procedere al suo azionamento; inoltre il rotabile non deve effettuare inversione di marcia prima di aver oltrepassato per intero lo scambio stesso.

### In caso di gelo

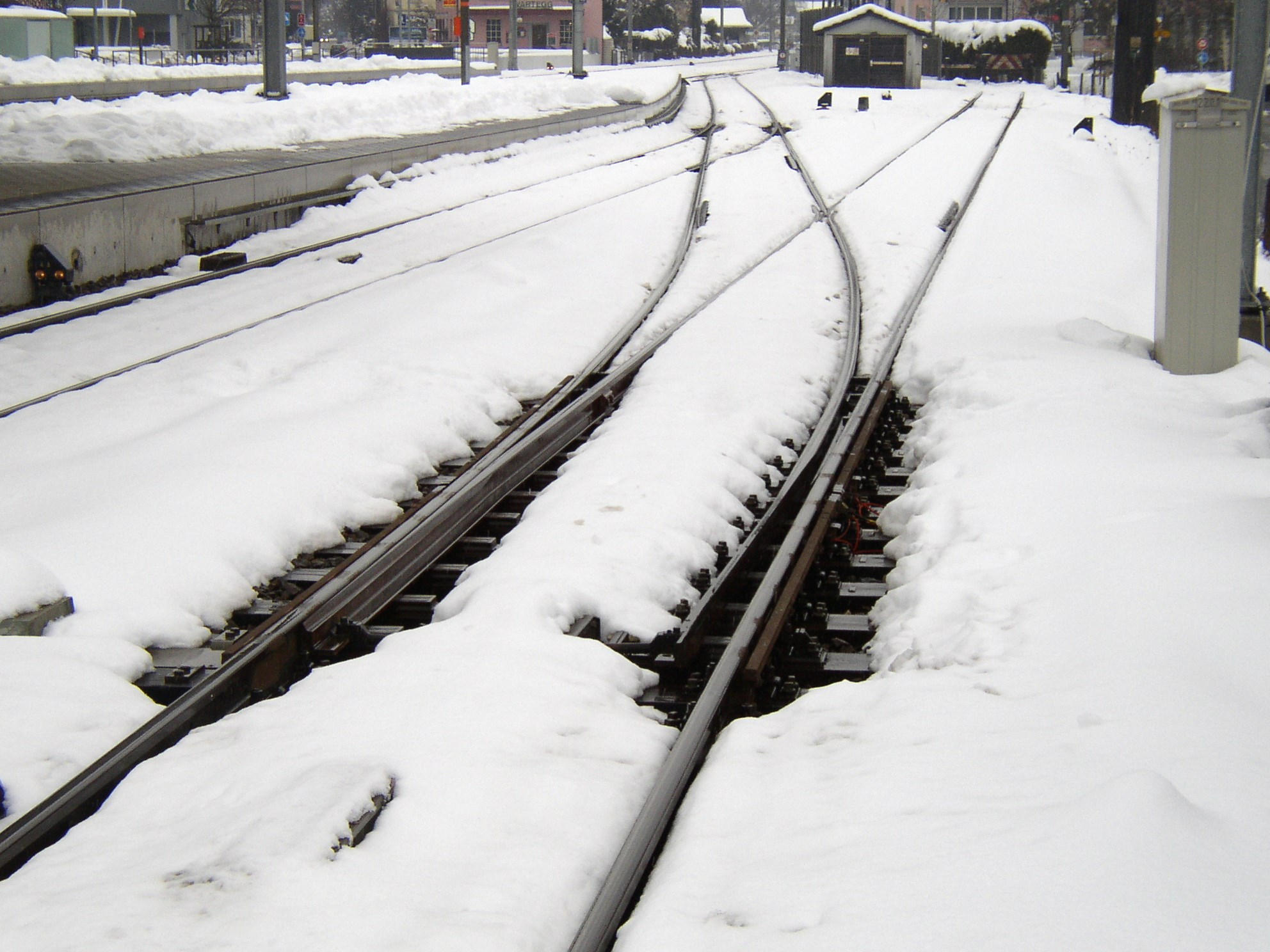
Scaldiglie in azione su un deviatoio

Quando sia previsto che un deviatoio operi in condizioni di gelo e neve, esso viene dotato di un apparato riscaldante, denominato scaldiglia. Detto apparato ha il compito di mantenere sugli organi mobili una temperatura tale per cui non si formi ghiaccio, che potrebbe impedire il corretto movimento del telaio degli aghi, con conseguenze deleterie sulla circolazione e sulla sicurezza.

### Limite di ingombro

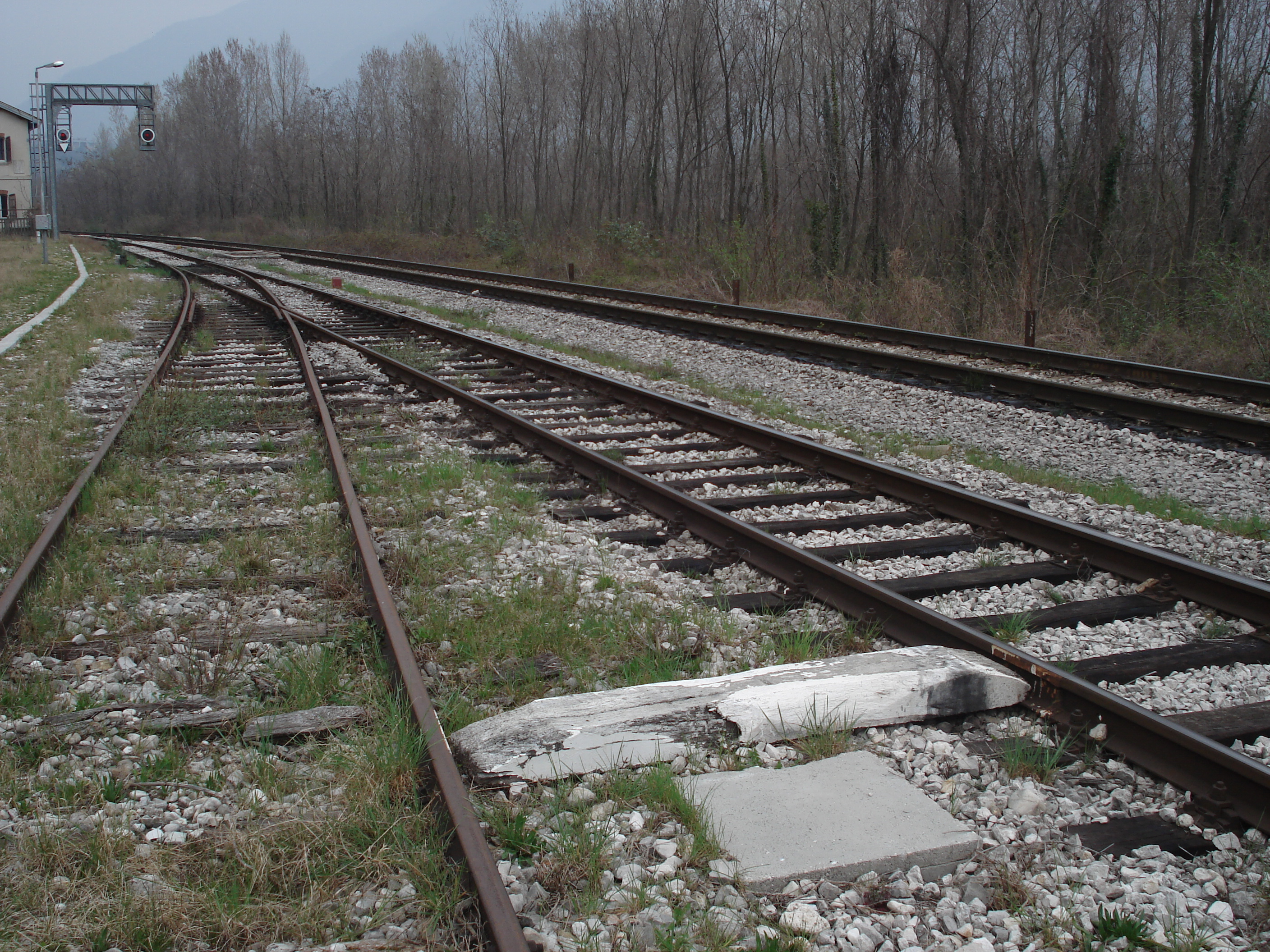
Traversa limite di stazionamento

In presenza di ogni deviatoio, da lato del calcio, è presente un segnale che ha il compito di segnalare il punto oltre il quale un rotabile in stazionamento su uno dei due rami va a occupare la sagoma limite dell'altro ramo. Nelle operazioni di manovra o di circolazione, un treno proveniente dal calcio deve fermarsi entro questo segnale per evitare di invadere la sagoma limite dell'altro ramo. Il segnale può assumere le fattezze di un picchetto, oppure di una traversa.

## Deviatoi in ambito tranviario

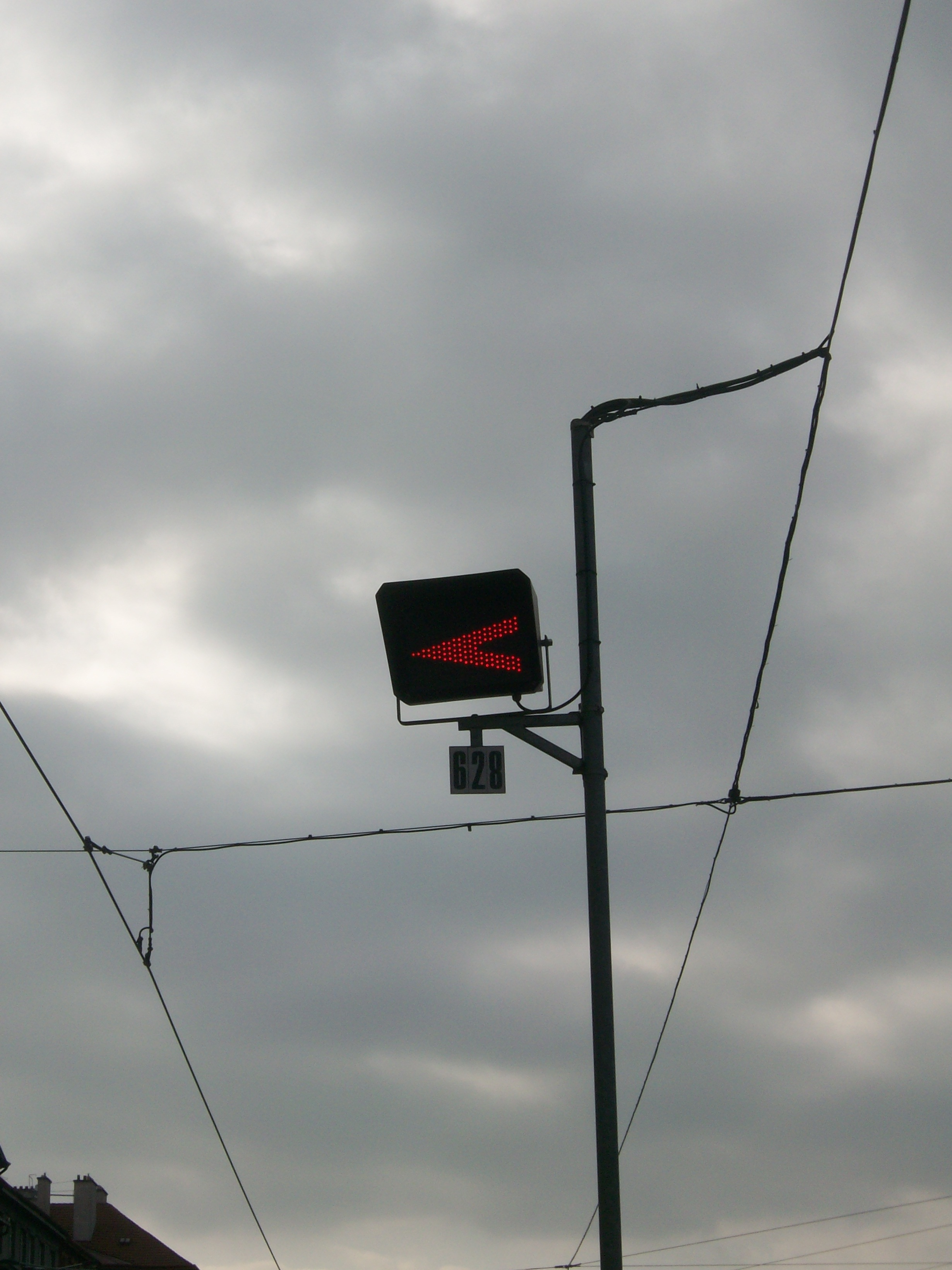
Indicatore di direzione di un deviatoio tranviario

Nelle infrastrutture tranviarie i deviatoi hanno peculiarità proprie di questo modo di trasporto. La manovra avviene per azione diretta del manovratore dal veicolo in approccio allo scambio, e non tramite apparati ad opera di chi gestisce la circolazione (come avviene invece in ambito ferroviario). Gli aghi sono anche chiamati lingue, ed i deviatoi sono tutti tallonabili.

### Azionamento

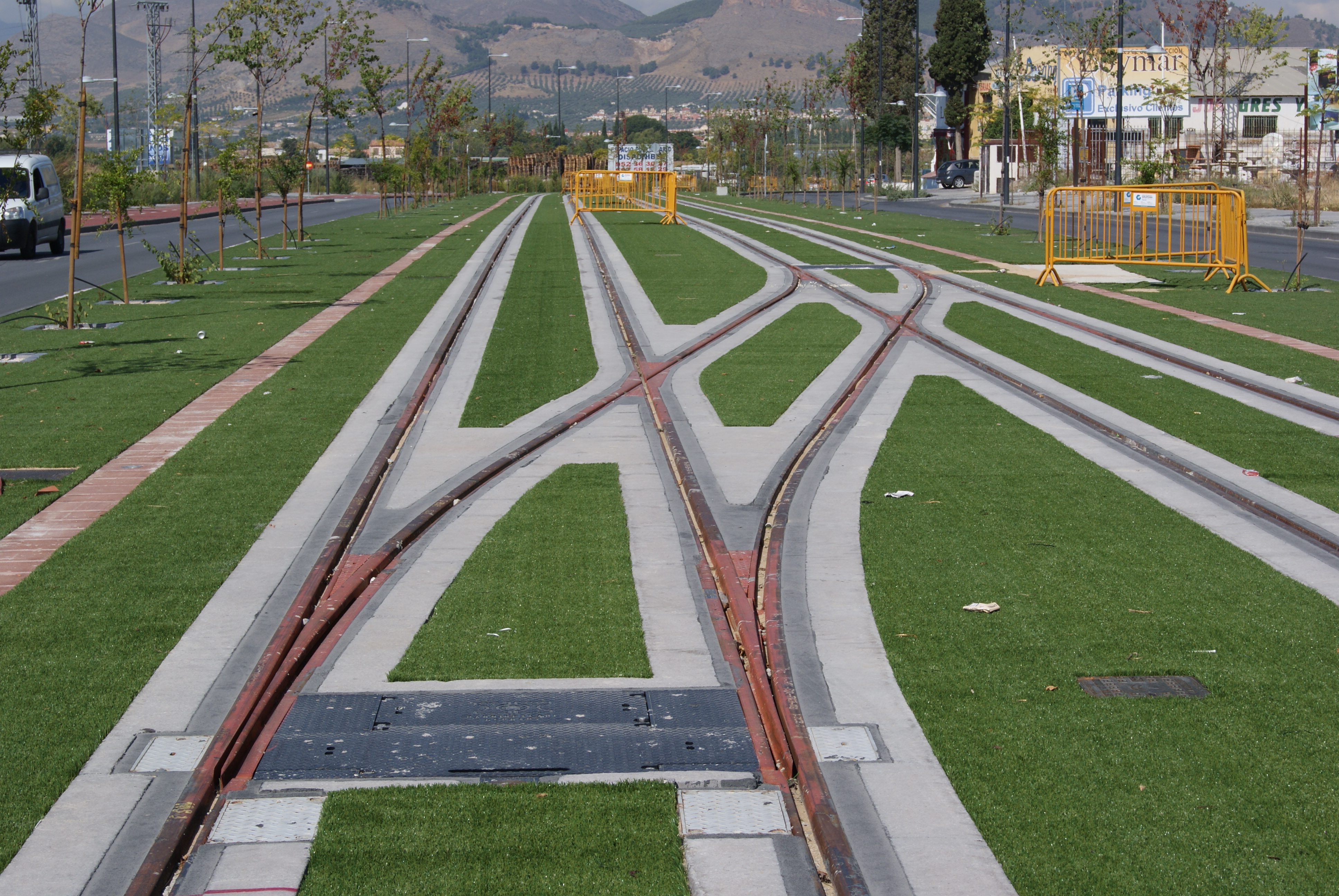
Deviatoio tranviario a manovra elettrica

Come per i deviatoi di tipo ferroviario, i deviatoi tranviari si distinguono per il tipo di azionamento.

#### Azionamento manuale
Vengono azionati manualmente dal manovratore, che deve pertanto scendere dal tram. Per il movimento egli si avvale di una leva, chiamata ferro da scambio. La manovra manuale può essere impiegata anche sugli scambi manovrati elettricamente, qualora la manovra elettrica non sia avvenuta in maniera corretta.

#### Azionamento a impulso di corrente
Sono manovrati elettricamente, su comando del manovratore. Il deviatoio è dotato di un motore elettrico, inserito in un circuito del quale fa parte anche la linea di contatto. Nelle antecedenze dello scambio è presente un breve tratto di linea collegato elettricamente al motore; dando trazione in quel tratto, la corrente circolante provoca il movimento dello scambio da una configurazione all'altra, mentre togliendo la trazione lo scambio resta nella posizione in cui si trova. La corrente deve essere sufficientemente elevata per azionare il motore elettrico, ma non eccessivamente per non bruciarlo; nei tram più datati questa operazione si basa sulla perizia del manovratore, mentre nei tram più recenti un apposito apparato regola automaticamente la corrente sul valore adeguato (70 A).

#### Azionamento a radio-frequenze
Per rendere più sicuro ed affidabile il sistema di azionamento elettrico dei deviatoi tranviari, si è sviluppato un sistema semi-automatico ad onde radio. Il comando di deviazione, dato dal manovratore, viene trasmesso dal veicolo ad un'antenna posizionata tra i binari e collegata col motore di azionamento del deviatoio. Sia per i deviatoi ad impulso di corrente che per quelli a radio-frequenze, un indicatore luminoso posto in antecedenza allo scambio stesso comunica al manovratore l'attuale configurazione e l'eventuale avvenuta manovra.

### Deviatoi particolari

#### Deviatoi a molla
Sono l'equivalente degli scambi a ritorno elastico, vengono usati nei capolinea di ribattuta per le reti che impieghino mezzi bidirezionali. Impiegando questa tipologia di deviatoio non è necessario l'intervento del manovratore, in quanto lo scambio viene preso di punta e quindi tallonato, o viceversa.

#### Deviatoi a pettine
Nei depositi sono impiegati dei deviatoi particolari, definiti a pettine; essi presentano solo un ago, quello esterno alla curva, risparmiando quindi lo spazio interno. Per questa caratteristica essi devono essere percorsi a velocità ridotte. Questo permette una disposizione in serie di molti deviatoi e quindi un accesso compatto a molti binari paralleli, configurazione tipica dei depositi.

## Classificazione dei deviatoi per geometria
In linea generale i deviatoi vengono classificati in base al loro angolo di deviazione e al raggio del ramo deviato. Questi sono i parametri che ne influenzano le dimensioni e le caratteristiche funzionali, ossia la velocità alla quale possono essere percorsi.

### Italia
| Rotaia   | Raggio [m] | Tg    | Cuore | Lunghezza [m] | Velocità [km/h] |
| S 50 UNI | 170        | 0,12  | Retto | 23,99         | 30              |
| S 50 UNI | 245        | 0,10  | Retto | 30,29         | 30              |
| S 60 UNI | 170        | 0,12  | Retto | 25,08         | 30              |
| S 60 UNI | 250        | 0,12  | Curvo | 29,84         | 30              |
| S 60 UNI | 400        | 0,074 | Retto | 39,08         | 60              |
| S 60 UNI | 400        | 0,094 | Curvo | 38,02         | 60              |
| S 60 UNI | 1 200      | 0,040 | Retto | 73,67         | 100             |
| S 60 UNI | 1 200      | 0,055 | Curvo | 69,00         | 100             |
| S 60 UNI | 3 000      | 0,034 | Curvo | 109,83        | 160             |
| S 60 UNI | 3 000      | 0,022 | Retto | 132,00        | 160             |
| S 60 UNI | 6 000      | 0,015 | Retto | 180,00        | 220             |

Nelle ferrovie italiane, un deviatoio viene identificato univocamente attraverso tre parametri: il tipo di armamento, il raggio di curvatura R del ramo deviato e la tangente dell'angolo α formato dagli assi dei due rami, come illustrato in figura. A parità di raggi di curvatura possono infatti esistere tangenti diverse, al variare della lunghezza del tratto in curva. Quest'ultimo può concludersi, a seconda delle tipologie di deviatoio, indifferentemente prima o dopo il cuore, per cui possono esistere deviatoi a cuore curvo o cuore retto. 

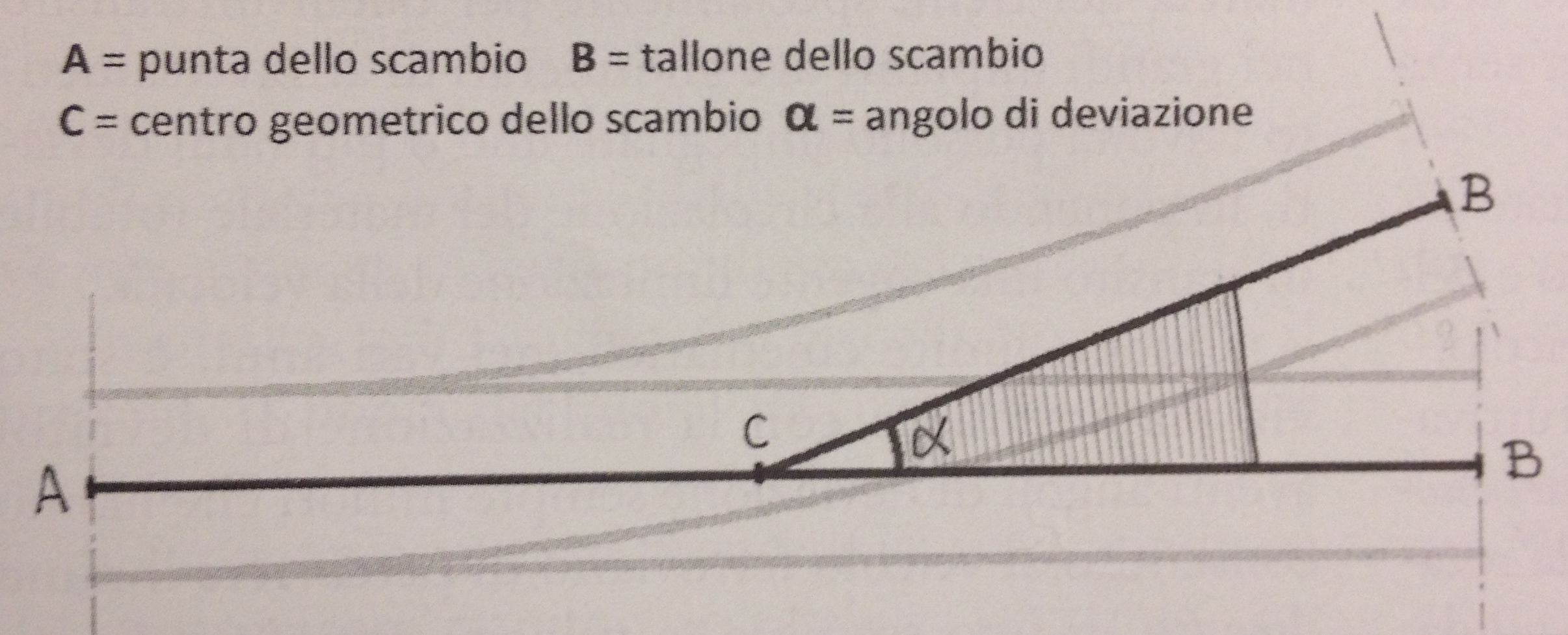
Schema filare di un deviatoio

Ciascun deviatoio viene identificato con una nomenclatura del tipo:
S 60 UNI / 400 / 0,094
S indica uno scambio semplice; 60 UNI identifica il tipo di rotaia, che ha un peso lineare di 60 kg al metro. Attualmente vengono utilizzate quasi solo rotaie 60 UNI, qualche linea secondaria ha ancora rotaie 50 UNI. Il valore 400 corrisponde al raggio di curvatura del ramo deviato, mentre 0.094 è la tangente dell'angolo α. I deviatoi più comuni in uso nella rete FS sono riportati nella tabella a lato.
Le velocità massime ammesse sul ramo deviato sono commisurate al suo raggio di curvatura, e sono dimensionate in modo da prevedere un'accelerazione laterale sul veicolo di circa 0,6 m/s². Fanno eccezione le deviate da 400 metri di raggio, dove l'accelerazione laterale raggiunge quasi il valore di 0,7 m/s². La ragione di questa eccezione è essenzialmente storico/progettuale: progettare un deviatoio con un'accelerazione minore avrebbe richiesto raggi maggiori, e questo avrebbe creato delle difficoltà nell'inserimento di queste deviate in uno scenario esistente. La sicurezza viene comunque salvaguardata: per lo svio di un veicolo sarebbero necessarie accelerazioni laterali ben maggiori (circa 5 volte tanto), mentre i limiti esistenti sono fissati essenzialmente per il comfort dei passeggeri.

### Gran Bretagna
Nel Regno Unito i deviatoi vengono classificati con una lettera ed un numero: la lettera si riferisce al raggio del ramo deviato, mentre il numero indica la tangente, espressa in lunghezza del deviatoio rispetto ad una deviazione unitaria (per esempio: 7 indica una tangente di 1/7, ossia una divergenza di 1 metro che si sviluppa su 7 metri di lunghezza).
| Classificazione | Tangente | Velocità [km/h] |
| #10             | 1/10     | 24              |
| #15             | 1/15     | 48              |
| #20             | 1/20     | 64              |
| #26.5           | 1/53     | 97              |
| #32.7           | 1/327    | 130             |

### Stati Uniti
Negli Stati Uniti d'America i deviatoi sono identificati con un numero, che rappresenta semplicemente l'angolo di deviazione. Sulla base di ciò, si determina univocamente il raggio del ramo deviato e quindi la velocità massima alla quale possono essere percorsi.
| Raggio [m] | Tg     | Cuore | Velocità [km/h] |
| 190        | 1/7,5  | Curvo | 40              |
| 190        | 1/9    | Retto | 40              |
| 300        | 1/9    | Curvo | 50              |
| 500        | 1/12   | Curvo | 60              |
| 500        | 1/14   | Retto | 60              |
| 760        | 1/14   | Curvo | 80              |
| 1200       | 1/18,5 | Curvo | 100             |
| 2500       | 1/26,5 | Curvo | 130             |

### Germania
In Germania la classificazione è pressoché identica a quella italiana. Un esempio può essere EW 60-190-1:9, dove vengono indicati, nell'ordine:
- tipo di deviatoio (semplice, doppio, simmetrico, ...)
- tipo di armamento
- raggio del ramo deviato (espresso in metri)
- tangente (espresso come rapporto)

### Russia
In Russia la classificazione è ancora secondo la tangente, e si indica con il semplice rapporto di deviazione (per esempio 1/6). Anche in questo caso la tangente impone raggio di deviata e velocità di uscita.

### Riferimenti
1. ↑  Regolamento per la Circolazione Ferroviaria, punto 2.3, p. 4.
2. ↑  Istruzione per il Servizio dei Deviatori (1922), art. 1, comma 1.
3. ↑  Istruzione per il Servizio dei Deviatori.
4. ↑  Azimonti, Scambio, p. 1005
5. ↑  Corini, p. 165
6. ↑  C. Saviotti, Ferrovie, in Enciclopedia delle arti ed industrie, compilata colla direzione dell'ingegnere m.se Raffaele Pareto e del cav. ingegnere Giovanni Sacheri, Torino, UTET, 1882, vol. 3°, pp. 449-529, qui pp. 487-488
7. ↑  Alessandro Crisafulli, Vecchi scambi: spunti per una ricerca. Lettera, in I treni, 41 (2020), n. 432, p. 46.
8. ↑  Alessandro Crisafulli, Ancora sull'inventore dello scambio. Lettera, in I treni, 41 (2020), n. 436, p. 44.
9. 1 2 3 4 5 6 7 8  Serra, pp. 50-53.
10. 1 2 3 4  Mayer, p. 216-223.
11. ↑  Guida, Milizia, p. 346.
12. 1 2 3  Agostinacchio, Ciampa, Olita, pp. 637-657.
13. ↑  Mayer, pp. 219-221.
14. ↑  BNSF, pp. A1-15.
15. 1 2 3 4  Merlo, pp. 22-26.
16. ↑  Curia, pp. 20-30.
17. 1 2 3 4 5 6  Policicchio, p. 100.
18. ↑  Guida, Milizia, p. 90.
19. 1 2 3 4 5 6  Mayer, p. 228-239.
20. 1 2  Scambi, pp. 24-27.
21. ↑  Mayer, p. 732-733.
22. 1 2  Guida, Milizia, p. 57.
23. ↑  Mayer, p. 734-735.
24. 1 2  Mayer, p. 741.
25. 1 2  Guida, Milizia, pp. 339.
26. 1 2 3  Mayer, p. 729-731
27. ↑  Mayer, p. 725-727
28. ↑  Maja, p. 68.
29. 1 2  Mayer, p. 728
30. 1 2 3  Mayer, p. 223-225.
31. ↑  Genovesi, p. 44-46.
32. ↑  http://www.treccani.it/vocabolario/svio/
33. ↑  http://www.treccani.it/vocabolario/deragliamento/
34. ↑  http://www.segnalifs.it/sfi/it/ac/N_deviatoi.htm#dev
35. 1 2 3 4 5 6  Scambi ferroviari su tramditorino.it
36. ↑  Mayer, Impianti, pp. 204-208
37. 1 2 3  Viganò, p. 26-29.
38. ↑   I deviatoi, su segnalifs.it. URL consultato l'11 aprile 2014 (archiviato dall'url originale il 13 aprile 2014).
39. ↑  Carnegie, p. 16-18.

### Documenti d'esercizio
- Agenzia nazionale per la sicurezza delle ferrovie, Allegato B: Regolamento per la Circolazione Ferroviaria, in Decreto n. 4 del 2012, 9 agosto 2012. URL consultato il 1º agosto 2021.
- Rete Ferroviaria Italiana - Direzione Tecnica, Istruzione per il Servizio dei Deviatori in uso sull'Infrastruttura Ferroviaria Nazionale, su epodweb.rfi.it, emesso il 30 luglio 2019. URL consultato il 2 dicembre 2022.
- Ministero delle comunicazioni e Amministrazione autonoma delle Ferrovie dello Stato, Istruzione per il Servizio dei Deviatori (PDF), su segnalifs.it, Firenze, Stabilimento Pisa e Lampronti, 1922. URL consultato il 1º novembre 2021.
- Ministero dei trasporti e Azienda autonoma delle Ferrovie dello Stato, Veicoli ed impianti, Pisa, tipografia editrice Giardini, 1963.

### Letteratura tecnica
- Michele Agostinacchio, Donato Ciampa e Saverio Olita, Strade ferrovie aeroporti. La progettazione geometrica in sicurezza, Roma, EPC Libri, 2005,  pp. 637-657, ISBN 88-8184-356-0.
- Burlington Northern and Santa Fe Railway, Design guideline for industrial track projects, Kansas City, 2001.
- E. J. Carnegie, Swanton Pacific Railroad, Track Manual, Davenport, 2003.
- F. Cesari, V. Rizzo, S. Lucchetti, Elementi generali dell'esercizio ferroviario (Tradizione, evoluzione e prospettive), Roma, Collegio Ingegneri Ferroviari Italiani, 1999, pp. 159–172.
- Felice Corini, Impianti, in Costruzione ed esercizio delle ferrovie, vol. 2, 2ª ed., Torino, UTET, 1930,  pp. 124-160.
- Felice Corini, Scienza e tecnica delle costruzioni stradali e ferroviarie. Tracciato, corpo stradale, sovrastruttura, gallerie, 2ª ed., vol. 1. Del progetto, Milano, Hoepli, 1947, pp. 765–797.
- Felice Corini, Costruzione ed esercizio delle ferrovie, 3ª ed., vol. 1. Tecnica ed economia dei trasporti ferroviari, tomo 2. Impianti fissi delle ferrovie ed impianti di segnalamento, Torino, UTET, 1950, pp. 477–530.
- Luigi Curia, L'evoluzione degli scambi con cuore a punta fissa. Sulla rete ferroviaria italiana, in La tecnica professionale, vol. 21, n. 2, 2014,  pp. 20-30.
- José-Manuel García Díaz-de-Villegas, Miguel Rodríguez Bugarín, Desvíos ferroviarios, Santander, INCAN, 1995, ISBN 84-605-4337-4.
- Paolo Genovesi, Tallonamento deviatoio, in La tecnica professionale, vol. 20, n. 11, 2013,  pp. 44-46.
- Pier Luigi Guida e Eugenio Milizia, Dizionario ferroviario. Movimento, Circolazione, Impianti di Segnalamento e Sicurezza, 2ª ed., Roma, Collegio Ingegneri Ferroviari Italiani, 2004.
- Corrado Guzzanti, 13.5. Impianti di stazione e stazioni, in Mario Lenti (a cura di), Enciclopedia dell'ingegneria, vol. 3, Milano, ISEDI. Istituto editoriale internazionale - Milano, Arnoldo Mondadori, 1973,  pp. 13-51.
- Ferdinand Loewe, Scambi ed incrociamenti, in Enciclopedia dell'ingegnere, in cinque volumi con atlanti tradotta dal tedesco da parecchi tecnici sotto la direzione dell'ing. Leonardo Loria, Milano, Società editrice libraria, vol. 5° Costruzione delle strade ferrate, compilato da F. Loewe e H. Zimmermann, parte seconda: Collegamento dei binari, stazioni, impianti per l'esercizio, Milano, Società editrice libraria, [1902 ?], capitolo VI, pp. 1–206.
- Roberto Maja, Circolazione ferroviaria, dispensa del corso di esercizio ferroviario, Politecnico di Milano, 2013.
- Lucio Mayer, Impianti ferroviari. Tecnica ed esercizio, Roma, Collegio Ingegneri Ferroviari Italiani, 1970, pp. 97–118.
- Lucio Mayer, Impianti ferroviari. Tecnica ed esercizio, 2ª ed., Roma, Collegio Ingegneri Ferroviari Italiani, 1986, pp. 147–171.
- Lucio Mayer, Impianti ferroviari. Tecnica ed esercizio, a cura di Pier Luigi Guida e Eugenio Milizia, 3ª ed., Roma, Collegio Ingegneri Ferroviari Italiani, 2003.
- Franco Policicchio, Lineamenti di infrastrutture ferroviarie, Firenze, Firenze University Press, 2007.
- C. Saviotti, Ferrovie, in Enciclopedia delle arti ed industrie, compilata colla direzione dell'ingegnere m.se Raffaele Pareto e del cav. ingegnere Giovanni Sacheri, Torino, UTET, 1882, vol. 3°, pp. 449–529, in particolare pp. 487–488.
- Marcello Serra, Il deviatoio ferroviario, in La tecnica professionale, vol. 20, n. 6, 2013,  pp. 50-53.
- Giuseppe Tesoriere, Strade ferrovie aeroporti, vol. 2, Le opere in terra, le sovrastrutture, gli impianti, 5ª ed., Torino, UTET, 1991, ISBN 88-02-04541-0, pp. 447–455.
- Andrea Tocchetti, con la collaborazione di Vittorio De Riso e Francesca Mennitti, Infrastrutture ferroviarie, Roma, Aracne, 2008, ISBN 978-88-548-1685-5, pp. 153–213.

### Storiografia e complementi
- Scambi doppi e "tripli", in I treni oggi, vol. 8, n. 77, 1987,  pp. 24-27.
- Carlo Isnardo Azimonti, Scambio, in Enciclopedia italiana di scienze lettere e arti, 30. Romania-Scap, Roma, Istituto della Enciclopedia italiana, 1936,  pp. 1005-1007.
- Pietro Merlo, Il comando degli scambi, in I treni, vol. 13, n. 126, 1992,  pp. 22-26.
- Giovanni Robert, Scambio, in Enciclopedia italiana di scienze lettere e arti, Appendice II. 1938-1948, vol. I-Z, Roma, Istituto della Enciclopedia italiana, 1948, p. 795.
- Sergio Viganò, Un sistema semplice e comodo per gli scambi dei tram, in I treni, vol. 21, n. 219, 2000,  pp. 26-29.